# Liste besonderer Zahlen
Diese Liste besonderer Zahlen führt einerseits Zahlen auf, die eine oder mehrere auffällige mathematische Eigenschaften besitzen, und andererseits Zahlen, die eine besondere kulturelle oder technische Bedeutung haben. Letztere Zahlen werden im zweiten Teil dieses Artikels aufgelistet.

## Zahlen mit besonderen mathematischen Eigenschaften

### Bis 0
- −2
  - Kleinste ganze Zahl {\displaystyle d}, für die der Ring {\displaystyle \mathbb {Z} [{\sqrt {d}}]} euklidisch ist.
  - Größte triviale Nullstelle der Zetafunktion {\displaystyle \zeta (-2)=0}.
- −1
  - Eine Einheit im Ring der ganzen Zahlen sowie seinen Erweiterungsringen.
  - Einzige komplexe Zahl der multiplikativen Ordnung {\displaystyle 2}.
  - Im Körper der komplexen Zahlen ist {\displaystyle -1={\mathrm {i} }^{2}=e^{\pi {\mathrm {i} }}}.
  - Kleinste als Dimension auftretende Zahl (nämlich bisweilen der leeren Menge).
- −0,5
  - Funktionswert der Zetafunktion {\displaystyle \zeta (0)}.
- −0,083333333333333…
  - Funktionswert der Zetafunktion {\displaystyle \zeta (-1)=-{\tfrac {1}{12}}}.
- 0
  - Neutrales Element der Addition im Ring der ganzen Zahlen sowie seiner Erweiterungsringe (das sind u. a. die Körper der rationalen, der reellen und der komplexen Zahlen)
  - „Nullelement“ der Multiplikation (d. h., wenn ein Faktor {\displaystyle 0} ist, so auch das Produkt).
  - einzige Zahl {\displaystyle n}, für die die Funktion {\displaystyle n^{x}} eine Unstetigkeitsstelle besitzt (wenn der Definition {\displaystyle 0^{0}=1} gefolgt wird)
  - erster Index einiger abzählbar indizierter Reihen, in der Regel aber nur dann, wenn dieser anfängliche (und eben nicht „erste“) Fall eine gewisse Trivialität besitzt, die ihn von den anderen unterscheidet
  - erste Ordinalzahl; Ordinalzahl zweiter Art und unter diesen sowohl die einzige endliche wie auch die einzige Nicht-Limeszahl
  - kleinste Mächtigkeit einer Menge, zugleich die einzige, die die Menge bereits eindeutig (als die leere Menge) bestimmt
  - einzige Zahl, bei der die Summe mit sich selbst mit dem Produkt mit sich selbst übereinstimmt (das gilt auch für 2) und zusätzlich die jeweiligen Ergebnisse gleich der Zahl selbst sind.
  - kleinste Charakteristik eines Ringes
  - Grad von konstanten Polynomen (ausgenommen das Nullpolynom)

### Bis 1
- 0,0112359550561797… (Folge A021093 in OEIS)
  - {\displaystyle {\tfrac {1}{89}}} ist der Wert der unendlichen Reihe {\displaystyle \textstyle \sum _{n=1}^{\infty }f_{n}} {\displaystyle 10^{-(n+1)}}, deren Summanden jeweils das Produkt aus der {\displaystyle n}-ten Fibonacci-Zahl {\displaystyle f_{n}} mit {\displaystyle 10^{-(n+1)}} sind.
- 0,12345678910111213141516… (Folge A033307 in OEIS)
  - {\displaystyle C_{10}=\sum _{n=1}^{\infty }\sum _{k=10^{n-1}}^{10^{n}-1}{\frac {k}{10^{kn-9\sum _{j=0}^{n-1}10^{j}(n-j-1)}}}}: Die Champernowne-Zahl ist die erste konstruierte normale Zahl.
- 0,2078795763507619… (Folge A049006 in OEIS)
  - {\displaystyle {\mathrm {i} }^{\mathrm {i} }}: Die imaginäre Einheit {\displaystyle \mathrm {i} } zur Potenz {\displaystyle \mathrm {i} } hat den reellen Wert {\displaystyle e^{-\pi /2}} (siehe auch eulersche Identität).
- 0,2247448713915890… (vgl. Folge A115754 in OEIS)
  - {\displaystyle {\sqrt {\tfrac {3}{2}}}-1}: relativer Abstand der optimalen Auflagerpunkte von den Rändern eines gleichmäßig belasteten Balkens (Bessel-Punkte).
- 0,235711131719232931374143… (Folge A33308 in OEIS)
  - {\displaystyle C_{10}=\sum _{n=1}^{\infty }p_{n}10^{-\left(n+\sum _{k=1}^{n}\lfloor \log _{10}{p_{k}}\rfloor \right)}}: Die Copeland-Erdős-Zahl ist eine normale Zahl.
- 0,2614972128476427… (Folge A077761 in OEIS)
  - Meissel-Mertens-Konstante M1 (Primzahl-Analogon zur Euler-Mascheroni-Konstante)
- 0,2628655560595668…
  - {\displaystyle {\sqrt {\frac {5-{\sqrt {5}}}{40}}}}, cartesische Koordinate eines regulären Dodekaeders mit Kantenlänge 1. Weitere Koordinaten werden hieraus durch Multiplikation mit Potenzen des goldenen Verhältnisses {\displaystyle \Phi =1.61803\ldots } abgeleitet.
- 0,2801694990238691… (Folge A073001 in OEIS)
  - Bernstein-Konstante β (der Fehler der besten gleichförmigen Approximation von |x| auf [−1,1] durch Polynome von geradem Grad n ist ~ β/n)
- 0,3036630028987326… (Folge A038517 in OEIS)
  - Gauß-Kusmin-Wirsing-Konstante λ (tritt bei der Beschreibung der Konvergenz der Zahlenverteilung in Kettenbruchentwicklungen auf)
- 0,3532363718549959… (Folge A085849 in OEIS)
  - Hafner-Sarnak-McCurley-Konstante {\displaystyle \sigma =\textstyle \prod \limits _{p\;{\text{prim}}}\!\!\!{\Bigl (}\!1\!-\!{\bigl (}1\!-\!\!\prod \limits _{k=1}^{\infty }(1\!-\!{\frac {1}{p^{k}}}\!){\bigr )}^{\!2}\!{\Bigr )}} (asymptotische Wahrscheinlichkeit, dass die Determinanten von zwei Ganzzahl-Matrizen teilerfremd sind)
- 0,3678794411714423… (Folge A068985 in OEIS)
  - Kehrwert der Eulerschen Zahl {\displaystyle e}
  - Minimalstelle der Funktion {\displaystyle f(x)=x^{x}}, da {\displaystyle 1/e} Nullstelle von {\displaystyle \ln(x)+1\ } und damit auch von {\displaystyle f'(x)=x^{x}\cdot (\ln(x)+1)} ist.
- 0,4142135623730950… (Folge A014176 in OEIS)
  - {\displaystyle \tan 22{,}5^{\circ }={\sqrt {2}}-1}; algebraischer Wert der Tangensfunktion für halbzahliges Argument im Gradmaß
- 0,4342944819032518… (Folge A002285 in OEIS)
  - Zehnerlogarithmus der eulerschen Zahl {\displaystyle e}
- 0,5
  - {\displaystyle \sin {\tfrac {\pi }{6}}=\sin 30^{\circ }=\cos 60^{\circ }={\tfrac {1}{2}}}; rationaler Wert der Sinus- und Kosinusfunktion
- 0,5432589653429767… (Folge A081760 in OEIS)
  - momentan genaueste obere Grenze der Landau-Konstante {\displaystyle {\mathfrak {L}}} (Maximum, so dass für jede holomorphe Funktion ƒ mit ƒ ′(0) = 1 im Bild der Einheitskreisscheibe eine Kreisscheibe mit Radius {\displaystyle {\mathfrak {L}}} liegt)
- 0,5671432904097838… (Folge A019474 in OEIS)
  - Die Ω-Konstante: Lösung der Gleichung {\displaystyle x=\exp(-x)} und somit Funktionswert {\displaystyle W(1)} der Lambertschen W-Funktion
- 0,5772156649015328… (Folge A001620 in OEIS)
  - Wert der Euler-Mascheroni-Konstante {\displaystyle \gamma =\lim _{n\to \infty }\left(H_{n}-\ln n\right)}, wobei {\displaystyle H_{n}} die harmonische Reihe bezeichnet.
- 0,577350269189625...
  - {\displaystyle \tan 30^{\circ }}
  - {\displaystyle {\tfrac {1}{\sqrt {3}}}}
- 0,5960631721178216… (Folge A051158 in OEIS)
  - Irrationaler Wert der Summe der Reziproken aller Fermat-Zahlen, also {\displaystyle \sum _{n=0}^{\infty }{\frac {1}{F_{n}}}=\sum _{n=0}^{\infty }{\frac {1}{2^{2^{n}}+1}}}
- 0,6180339887498948… (Folge A094214 in OEIS)
  - {\displaystyle {\tfrac {{\sqrt {5}}-1}{2}}}, also Kehrwert des Goldenen Schnitts {\displaystyle \Phi } und zugleich der um eins verringerte Goldene Schnitt: {\displaystyle 1/\Phi =\Phi -1}
- 0,6243299885435508… (Folge A084945 in OEIS)
  - Golomb-Dickman-Konstante {\displaystyle \textstyle \lambda =\int _{0}^{1}e^{\operatorname {li} (x)}~dx}
- 0,6309297535714574… (Folge A102525 in OEIS)
  - Hausdorff-Dimension der fraktalen Cantor-Menge, {\displaystyle \log _{3}2}
- 0,6434105462883380… (Folge A118227 in OEIS)
  - Cahen-Konstante C (transzendente Zahl mit einfachem Bildungsgesetz für die Teilnenner der Kettenbruchentwicklung)
- 0,6601618158468695… (Folge A005597 in OEIS)
  - Primzahlzwillingskonstante C2 (Bestandteil der Hardy-Littlewood-Vermutung über die Anzahl der Primzahlzwillinge ≤ x)
- 0,6627434193491815… (Folge A033259 in OEIS)
  - Grenzwert von Laplace (maximale Exzentrizität, für die die Laplace-Reihe zur Lösung der Kepler-Gleichung konvergiert)
- 0,6922006275553463… (Folge A072364 in OEIS)
  - Wert von {\displaystyle (1/e)^{1/e}}
  - globales Minimum der Funktion {\displaystyle f(x)=x^{x}}
- 0,6931471805599453… (Folge A002162 in OEIS)
  - Wert des logarithmus naturalis von {\displaystyle 2}, also Wert von {\displaystyle \textstyle \ln(2)=\sum _{k=1}^{\infty }{\tfrac {(-1)^{k+1}}{k}}=1-{\tfrac {1}{2}}+{\tfrac {1}{3}}-{\tfrac {1}{4}}+{\tfrac {1}{5}}-\dotsb }
- 0,70258… (Folge A118288 in OEIS)
  - Embree-Trefethen-Konstante β* (Grenzkoeffizient verallgemeinerter zufälliger Fibonacci-Folgen)
- 0,7071067811865475… (Folge A010503 in OEIS)
  - {\displaystyle {\tfrac {1}{2}}{\sqrt {2}}}, also die Hälfte der Wurzel aus 2 und gleichzeitig ihr Kehrwert
  - Verkleinerungsfaktor von DIN A 3 auf DIN A 4 (meist auf 0,7 = 70 % gerundet)
  - Wert des Sinus und Kosinus bei {\displaystyle 45^{\circ }}, also {\displaystyle {\tfrac {1}{2}}{\sqrt {2}}=\cos 45^{\circ }=\sin 45^{\circ }}
- 0,7390851332151606… (Folge A003957 in OEIS)
  - Fixpunkt der Kosinusfunktion, also Lösung der Gleichung {\displaystyle \cos(x)=x}
- 0,7642236535892206… (Folge A064533 in OEIS)
  - Landau-Ramanujan-Konstante
  - Ergibt sich bei der asymptotischen Bestimmung des Anteils der als Summe zweier Quadratzahlen darstellbaren natürlichen Zahlen an der Gesamtheit aller natürlichen Zahlen.
- 0,8079455065990344… (Folge A133741 in OEIS)
  - Abstand der Mittelpunkte zweier Einheitskreise, die mit jeweils der Hälfte ihrer Fläche überlappen
- 0,8093940205406391… (Folge A085291 in OEIS)
  - Alladi-Grinstead-Konstante {\displaystyle \alpha =\textstyle \exp {\Bigl (}\!{\Bigl (}\sum \limits _{k=2}^{\infty }{\frac {1}{k}}\ln {\frac {k}{k-1}}{\Bigr )}-1{\Bigr )}} (in n! als Produkt von n Primzahlpotenzen wächst der größtmögliche kleinste Faktor logarithmisch ~ α ln n)
- 0,8660254037844386… (Folge A010527 in OEIS)
  - {\displaystyle {\tfrac {1}{2}}{\sqrt {3}}}, also die Hälfte der Wurzel aus 3
  - Wert des Kosinus bei {\displaystyle 30^{\circ }} bzw. des Sinus bei {\displaystyle 60^{\circ }}; also {\displaystyle {\tfrac {1}{2}}{\sqrt {3}}=\cos 30^{\circ }=\sin 60^{\circ }}
- 0,87058838… (Folge A213007 in OEIS)
  - Brunsche Konstante {\displaystyle B_{4}}; Summe der Kehrwerte aller Primzahlvierlinge
- 0,9159655941772190… (Folge A006752 in OEIS)
  - Catalansche Konstante; {\displaystyle G={\tfrac {1}{1^{2}}}-{\tfrac {1}{3^{2}}}+{\tfrac {1}{5^{2}}}-{\tfrac {1}{7^{2}}}+{\tfrac {1}{9^{2}}}-\dotsb }
  - Funktionswert {\displaystyle \beta (2)} der Dirichletschen Betafunktion
- 1
  - neutrales Element der Multiplikation im Ring der ganzen Zahlen sowie seinen Erweiterungsringen (das sind u. a. die Körper der rationalen, der reellen und der komplexen Zahlen).
  - damit auch Wert des leeren Produkts
  - früher die erste der natürlichen Zahlen
  - kleinste positive ganze Zahl
  - erster Index von abzählbar indizierten Reihen, soweit hier nicht die {\displaystyle 0} verwendet wird (ausnahmslos {\displaystyle 1} wird für Komponenten von Vektoren und Matrizen verwendet)
  - {\displaystyle 1\cdot 1=1^{1}=1=1!={\sqrt {1}}} einzige Zahl, bei der das Produkt mit sich selbst, die Potenz mit sich selbst, die Zahl selbst, die Fakultät und die Wurzel von sich selbst übereinstimmen; kleinste der jeweils zwei Zahlen, bei denen die ersteren beiden Bedingungen oder die letzteren beiden Bedingungen gelten
  - einzige mehr als einmal (nämlich zweimal) auftretende Fibonacci-Zahl; einmal (als zweite von dreien) mit ihrem eigenen Index gleich, einmal (als erste von dreien) kleiner als ihr Index (dieser ist in all diesen Fällen um genau eins größer), ferner (als erste von vieren) mit dem Abstand von genau {\displaystyle 1} zu einer Primzahl und die (als die zweite von vieren) eine nicht-erste Potenz ist
  - durch Definitionen vielfach als kleinste Mächtigkeit einer Menge für verschiedene Anwendungen gefordert, zum Beispiel kleinste Ordnung eines Ringes (und, wenn nicht ausdrücklich eine Ausnahme in die üblich formulierte Definition eingefügt wird, auch einer Gruppe)
  - kleinste Charakteristik eines endlichen Ringes
  - erste Ordinalzahl erster Art (Nachfolgerzahl)
  - erste Catalan-Zahl

### Bis 10
- 1,0149416064096536… (Folge A143298 in OEIS)
  - Gieseking-Konstante {\displaystyle G=\textstyle \int _{0}^{2\pi /3}\ln(2\cos(x/2))\,\mathrm {d} x} (maximales Volumen eines hyperbolischen Tetraeders)
- 1,0173430619844491… (Folge A013664 in OEIS)
  - Funktionswert der Zetafunktion {\displaystyle \zeta (6)=\pi ^{6}/945}
- 1,0594630943592952645618252949463  (Folge A010774 in OEIS)
  - Faktor {\displaystyle {\sqrt[{12}]{2}}} zwischen den Frequenzen zweier benachbarter Halbtöne (z. B. C und C#) bei gleichstufiger Stimmung
- 1,0823232337111381… (Folge A013662 in OEIS)
  - Funktionswert der Zetafunktion {\displaystyle \zeta (4)=\pi ^{4}/90}
- 1,08366 (Folge A228211 in OEIS)
  - Legendre-Konstante (kommt im Primzahlsatz vor, hat sich als unkorrekt herausgestellt)
- 1,0986858055251870… (Folge A086053 in OEIS)
  - Lengyel-Konstante Λ (tritt bei der asymptotischen Analyse der Anzahl der Ketten vom kleinsten zum größten Element im Verband der Partitionen auf)
- 1,1319882487943… (Folge A078416 in OEIS)
  - Viswanath-Konstante K (Basis des asymptotisch exponentiellen Wachstums zufälliger Fibonacci-Folgen)
- 1,1547005383792515… (Folge A020832 in OEIS)
  - {\displaystyle 1/\sin 60^{\circ }}, Verhältnis von Umkreisradius zu Inkreisradius des regelmäßigen Sechsecks, bestimmt Weite des Sechskant-Steckschlüssels
- 1,1865691104156254… (Folge A100199 in OEIS)
  - Chintschin-Lévy-Konstante {\displaystyle m=\pi ^{2}/(12\,\ln 2)} (fast überall der Grenzwert für n → ∞ von (ln qn)/n, wobei qn der Nenner des n-ten Näherungsbruchs ist)
- 1,2020569031595942… (Folge A002117 in OEIS)
  - Funktionswert der Zetafunktion {\displaystyle \zeta (3)}, Apéry-Konstante
- 1,2618595071429148… (Folge A100831 in OEIS)
  - Hausdorff-Dimension der fraktalen Koch-Kurve, {\displaystyle \log _{3}4}
- 1,2824271291006226… (Folge A074962 in OEIS)
  - Glaisher-Kinkelin-Konstante A (tritt bei der Auswertung von Integralen und Reihensummen auf)
- 1,3063778838630806… (Folge A051021 in OEIS)
  - Mills’ Konstante A (kleinste Zahl A > 0, so dass {\displaystyle \lfloor A^{3^{n}}\rfloor } für jedes n = 1, 2, 3, … eine Primzahl ist, vorausgesetzt, die Riemannsche Vermutung stimmt)
- 1,3247179572447460… (Folge A060006 in OEIS)
  - Plastische Zahl, die eindeutige reelle Lösung der kubischen Gleichung {\displaystyle x^{3}-x-1=0}
  - {\displaystyle \rho =\lim _{n\to \infty }{\tfrac {P(n)}{P(n-1)}},} Grenzwert des Verhältnisses zweier aufeinander folgender Zahlen der Padovan-Folge. (Folge A000931 in OEIS)
- 1,4142135623730950… (Folge A002193 in OEIS)
  - {\displaystyle {\sqrt {2}}}, d. h. die Quadratwurzel aus {\displaystyle 2} (Wurzel aus 2)
- 1,4513692348833810… (Folge A070769 in OEIS)
  - Ramanujan-Soldner-Konstante, die einzige positive Nullstelle des Integrallogarithmus
- 1,4560749485826896… (Folge A072508 in OEIS)
  - Backhouse-Konstante B (−1/B ist Nullstelle der Potenzreihe mit 1 und den Primzahlen als Koeffizienten)
- 1,4655712318767680… (Folge A092526 in OEIS)
  - Supergoldener Schnitt, die eindeutige reelle Lösung der kubischen Gleichung {\displaystyle x^{3}-x^{2}-1=0}
  - {\displaystyle \psi =\lim _{n\to \infty }{\tfrac {N(n)}{N(n-1)}},} Grenzwert des Verhältnisses zweier aufeinander folgender Zahlen der Narayana-Folge. (Folge A000930 in OEIS)
- 1,4670780794339754… (Folge A086237 in OEIS)
  - Porter-Konstante {\displaystyle C={\tfrac {6\ln 2}{\pi ^{2}}}\left(3\ln 2+4\gamma -{\tfrac {24}{\pi ^{2}}}\zeta '(2)-2\right)-{\tfrac {1}{2}}} (tritt in Formeln der asymptotischen mittleren Divisionsanzahl im Euklidischen Algorithmus auf)
- 1,5849625007211561… (Folge A020857 in OEIS)
  - Hausdorff-Dimension des fraktalen Sierpinski-Dreiecks, {\displaystyle \log _{2}3}
- 1,6066951524152917… (Folge A065442 in OEIS)
  - Erdős-Borwein-Konstante (Summe der Kehrwerte aller Mersenne-Zahlen)
- 1,6180339887498948… (Folge A001622 in OEIS)
  - Goldener Schnitt {\displaystyle \Phi ={\tfrac {1+{\sqrt {5}}}{2}}}
- 1,6449340668482264… (Folge A013661 in OEIS)
  - Funktionswert der Zetafunktion {\displaystyle \zeta (2)=\pi ^{2}/6}
- 1,7052111401053677… (Folge A033150 in OEIS)
  - Niven-Konstante (Grenzwert des arithmetischen Mittels der maximalen Exponenten der Primfaktorzerlegungen der ersten {\displaystyle n} natürlichen Zahlen für {\displaystyle n\to \infty })
- 1,7320508075688772… (Folge A002194 in OEIS)
  - {\displaystyle {\sqrt {3}}}, die Wurzel aus {\displaystyle 3} (Wurzel aus 3)
  - {\displaystyle {\sqrt {3}}=\tan 60^{\circ }=2\sin 60^{\circ }=2\cos 30^{\circ }}
  - Wert der Länge der Raumdiagonale eines Würfels mit der Seitenlänge {\displaystyle 1}
- 1,7724538509055160… (Folge A002161 in OEIS)
  - {\displaystyle {\sqrt {\pi }}}, die Wurzel aus der Kreiszahl (Wurzel {\displaystyle \pi } / Wurzel Pi)
  - Funktionswert der Gammafunktion {\displaystyle \Gamma \left({\tfrac {1}{2}}\right)}
  - Wert des Fehlerintegrals {\displaystyle \textstyle \int \limits _{-\infty }^{\infty }e^{-x^{2}}\mathrm {d} x}
- 1.8392867552141611… (Folge A058265 in OEIS)
  - Tribonacci-Konstante, die eindeutige reelle Lösung der kubischen Gleichung {\displaystyle x^{3}-x^{2}-x-1=0}
  - {\displaystyle T_{\text{TRI}}=\lim _{n\to \infty }{\tfrac {T(n)}{T(n-1)}},} Grenzwert des Verhältnisses zweier aufeinander folgender Zahlen der Tribonacci-Folge.(Folge A000073 in OEIS)
- 1,851937052… (Folge A036792 in OEIS)
  - Wilbraham-Gibbs-Konstante {\displaystyle \int _{0}^{\pi }{\frac {\sin t}{t}}\ \mathrm {d} t=(1{,}851937052\dots )={\frac {\pi }{2}}+\pi \cdot (0{,}089490\dots )}
- 1,90216058… (Folge A065421 in OEIS)
  - Brunsche Konstante {\displaystyle B_{2}} (Summe der Kehrwerte aller Primzahlzwillinge)
- 2
  - Kleinste positive gerade Zahl, für die geraden Zahlen definierend
  - Kleinste Primzahl
  - Einzige gerade Primzahl
  - Einzige Primzahl, deren Zahlenwert (2), (dezimale) Quersumme (2) und (dezimales) Querprodukt (2) gleich groß sind und der kleinsten Primzahl (2) entsprechen
  - Einzige Zahl, die eine ungerade Eulersche Phi-Funktion besitzt und zugleich nicht zu sich selber teilerfremd ist
  - (durch Definition geforderte) kleinste Ordnung eines Körpers
  - Kleinste Charakteristik eines endlichen Körpers
  - Zweite Catalan-Zahl
  - Kleinste Basis eines Stellenwertsystems, des Dualsystems
  - {\displaystyle 2+2=2\cdot 2=2^{2}}. Mithin ist {\displaystyle 2} die einzige Zahl, bei der die Summe mit sich selbst, das Produkt mit sich selbst und die Potenz mit sich selbst übereinstimmen (und die größte von nur jeweils zwei, wenn nur die ersten beiden oder nur die letzten beiden Bedingungen gefordert werden)
  - {\displaystyle 2=2!} Größte Zahl von zweien, die mit ihrer eigenen Fakultät übereinstimmt
  - Zweite von drei Fibonacci-Zahlen, die um eins kleiner als ihr Index sind, zweite von vieren mit dem Abstand von genau {\displaystyle 1} zu einer Primzahl
  - Einzige natürliche Zahl {\displaystyle n}, für die die Gleichung {\displaystyle a^{n}+b^{n}=c^{n}} nichttrivial und trotzdem lösbar ist (Satz von Fermat-Wiles)
  - {\displaystyle 2} ist der Wert der unendlichen Reihe {\displaystyle \textstyle \sum _{n=1}^{\infty }f_{n}} {\displaystyle 2^{-n}}, deren Summanden jeweils das Produkt aus der {\displaystyle n}-ten Fibonacci-Zahl {\displaystyle f_{n}} mit {\displaystyle 2^{-n}} sind.
- 2.2055694304005903… (Folge A356035 in OEIS)
  - Supersilberner Schnitt, die eindeutige reelle Lösung der kubischen Gleichung {\displaystyle x^{3}-2x^{2}-1=0}
  - {\displaystyle \varsigma =\lim _{n\to \infty }{\tfrac {S(n)}{S(n-1)}},} Grenzwert des Verhältnisses zweier aufeinander folgender Zahlen der Pell-Folge dritter Ordnung. (Folge A008998 in OEIS)
- 2,3025850929940456… (Folge A002392 in OEIS)
  - Logarithmus naturalis von {\displaystyle 10}, also Wert von {\displaystyle \ln 10={\tfrac {1}{\lg {e}}}}
- 2,4142135623730950… (Folge A014176 in OEIS)
  - {\displaystyle \tan {\tfrac {3\pi }{8}}=\tan 67{,}5^{\circ }={\sqrt {2}}+1} algebraischer Wert der Tangensfunktion
  - {\displaystyle \delta _{S}=\lim _{n\to \infty }{\tfrac {F(n)}{F(n-1)}}={\sqrt {2}}+1} Silberner Schnitt, Grenzwert des Verhältnisses zweier aufeinander folgender Zahlen der Pell-Folge
- 2,5029078750958928… (Folge A006891 in OEIS)
  - Eine der beiden Feigenbaum-Konstanten
- 2,5849817595792532… (Folge A062089 in OEIS)
  - Sierpiński-Konstante K (tritt bei der Abschätzung von speziellen Summen auf)
- 2,6220575542921198… (Folge A062539 in OEIS)
  - Lemniskatische Konstante {\displaystyle \varpi }, definiert als der Wert des elliptischen Integrals
- 2,6651441426902251… (Folge A007507 in OEIS)
  - Die Gelfond-Schneider-Konstante aus dem Satz von Gelfond-Schneider
  - Wert von {\displaystyle 2^{\sqrt {2}}}
- 2,6854520010653064… (Folge A002210 in OEIS)
  - Chintschin-Konstante, fast überall das geometrische Mittel der Teilnenner der Kettenbruchentwicklung
- 2,7182818284590452… (Folge A001113 in OEIS)
  - Eulersche Zahl {\displaystyle e}, eine Konstante, die in der gesamten Analysis eine zentrale Rolle spielt. Basis des natürlichen Logarithmus
- 2,8077702420285193… (Folge A058655 in OEIS)
  - Fransén-Robinson-Konstante {\displaystyle F=\textstyle \int _{0}^{\infty }\!{\frac {1}{\Gamma (x)}}\,\mathrm {d} x} (Fläche zwischen der x-Achse und der Kurve 1/Γ(x) für x > 0)
- 3
  - Kleinste ungerade Primzahl
  - Fermat-Zahl {\displaystyle F_{0}}
  - Mersenne-Primzahl {\displaystyle M_{2}}
  - Kleinste natürliche Zahl, die nicht als Funktionswert der eulerschen φ-Funktion auftritt
  - Größte Fibonacci-Zahl (von dreien), die kleiner als ihr Index ({\displaystyle 4}) ist; dritte von vier Fibonacci-Zahlen, deren Abstand zu einer Primzahl genau {\displaystyle 1} ist; einzige Fibonacci-Primzahl, deren Index nicht prim ist
- 3,1415926535897932384626433832795… (Folge A000796 in OEIS)
  - Kreiszahl ({\displaystyle \pi }, Pi), Verhältnis des Umfangs eines Kreises zu seinem Durchmesser
- 3,1428571428571428571428571428571… (Folge A068028 in OEIS)
  - {\displaystyle {\tfrac {22}{7}}}, Näherung zur Kreiszahl ({\displaystyle \pi }, Pi), wie sie oft verwendet wird
- 3,3598856662431775531720113029189… (Folge A079586 in OEIS)
  - 'Reziproke Fibonacci-Konstante', Summe der Kehrwerte aller Fibonacci-Zahlen
- 4
  - Eckenzahl des regelmäßigen Polygons, dessen Flächeninhalt exakt der zweiten Potenz der Kantenlänge entspricht, weshalb der Begriff Quadrat sowohl regelmäßiges Viereck als auch zweite Potenz definiert
  - Kleinste zusammengesetzte Zahl
  - Anzahl der Farben, die ausreicht, um eine beliebige ebene Landkarte zu färben (Vier-Farben-Satz)
  - {\displaystyle 4=2+2=2\cdot 2=2^{2}}
  - Erste Nicht-Fibonaccizahl
  - Kleinste Smith-Zahl
  - Anzahl der Flächen und der Ecken eines Tetraeders
  - Kleinste natürliche Zahl {\displaystyle n}, für die sich jede nichtnegative ganze Zahl als Summe von höchstens {\displaystyle n} Quadratzahlen darstellen lässt (siehe: Waringsches Problem)
  - Punktanzahl der kleinsten affinen Ebene
  - Kleinste Ordnung eines nichtkommutativen Rings ohne Einselement
  - Maximaler Grad der allgemeinen algebraischen Gleichung, die mit Hilfe von Wurzelziehen lösbar ist
  - Kleinste Ordnung einer nicht-zyklischen Gruppe (der Kleinschen Vierergruppe)
  - Kleinste Ordnung eines Körpers, der kein Restklassenkörper ist
- 4,6692016091029906… (Folge A006890 in OEIS)
  - Feigenbaum-Konstante: Fixpunkt der logistischen Gleichung, Übergang ins Chaos
- 5
  - Anzahl der platonischen Körper
  - Kleinste positive natürliche Zahl, deren Quadrat sich als Summe von zwei positiven Quadratzahlen schreiben lässt: {\displaystyle 5^{2}=3^{2}+4^{2}} (siehe auch: Pythagoreisches Tripel)
  - Fermat-Zahl {\displaystyle F_{1}}
  - Größte Eckenzahl eines regelmäßigen Polygons, das als Seitenfläche eines platonischen Körpers auftritt
  - Einziger Bestandteil von zwei Primzahlzwillingen, nämlich {\displaystyle (3;5)} und {\displaystyle (5;7)}
  - Kleinste Wilson-Primzahl
  - Kleinste mögliche Mirpzahl, im Dreiersystem ist die dezimale {\displaystyle 5} gleich {\displaystyle 12}, die dezimale {\displaystyle 7} gleich {\displaystyle 21}
  - Dritte Catalan-Zahl
  - Größte (dritte) Fibonaccizahl, die mit ihrem eigenen Index identisch ist
  - Kleinste Zahl, für die ein Polygramm existiert
  - Eckenzahl eines Polygons, das ebenso viele Diagonalen besitzt (ein {\displaystyle n}-Eck besitzt {\displaystyle ((n-1)\cdot (n-2))/2-1} Diagonalen)
- 6
  - Kleinste vollkommene Zahl: Sie ist gleich der Summe ihrer positiven Teiler außer ihrer selbst: {\displaystyle 6=1+2+3}.
  - Die Zahl ist gleich dem Produkt ihrer echten Teiler: {\displaystyle 6=1\cdot 2\cdot 3}, wovon genau die Zahlen mit vier Teilern betroffen sind. Eine derartige Zahl ist entweder (wie hier gegeben) das gemeinsame Produkt aus zwei verschiedenen Primzahlen oder die dritte Potenz einer Primzahl.
  - Exakter gemeinsamer Quotient aus Flächeninhalten eines regelmäßigen Sechs- und Dreiecks, für die die gleiche Seitenlänge festgelegt ist
  - Flächenanzahl des Würfels
  - Eckenanzahl des Oktaeders
  - Kantenanzahl des Tetraeders
  - In der Ebene kann ein Kreis von maximal {\displaystyle 6} weiteren Kreisen gleicher Größe so berührt werden, dass keine Überlappungen auftreten.
  - Kleinste positive natürliche Zahl, deren dritte Potenz sich als Summe von drei positiven Kubikzahlen schreiben lässt: {\displaystyle 6^{3}=3^{3}+4^{3}+5^{3}}.
  - Größte Ordnung, zu der kein griechisch-lateinisches Quadrat existiert
  - Kleinste Ordnung einer nicht-abelschen Gruppe, der symmetrischen Gruppe {\displaystyle S_{3}}
  - Kleinste positive natürliche Zahl, die keine Primzahlpotenz ist (die {\displaystyle 1} ist wegen {\displaystyle 2^{0}}, {\displaystyle 3^{0}} und {\displaystyle 5^{0}} definitionsgemäß eine Primzahlpotenz)
  - Kleinste natürliche Zahl {\displaystyle n} größer als {\displaystyle 1}, zu der kein Körper der Ordnung {\displaystyle n} existiert
  - Kleinste primär pseudovollkommene Zahl
  - Anzahl der platonischen Körper in vier Dimensionen
  - Einzige natürliche Zahl über {\displaystyle 4}, für die kein zusammenhängendes Polygramm existiert
- 6,283185307179586… (Folge A019692 in OEIS)
  - {\displaystyle 2\pi }: Umfang des Einheitskreises
- 7
  - Kleinste Eckenzahl eines regelmäßigen Polygons, das nicht mit Zirkel und Lineal konstruierbar ist
  - Mersenne-Primzahl {\displaystyle M_{3}}
  - Anzahl der Farben, die gemäß dem Satz von Ringel-Youngs ausreicht, um eine beliebige Landkarte auf einem Torus zu färben
  - Kleinste nichtnegative ganze Zahl, die sich nicht als Summe von weniger als vier Quadratzahlen schreiben lässt (siehe: Waringsches Problem)
  - Anzahl der Punkte und Geraden der kleinsten projektiven Ebene, der Fano-Ebene
  - Kleinste positive natürliche Zahl {\displaystyle n}, für die {\displaystyle n} Rechtecke paarweise verschiedener positiver Kantenlängen existieren, die sich zu einem Rechteck zusammensetzen lassen
  - Kleinste lange Primzahl
- 8
  - Flächenanzahl des Oktaeders und Eckenanzahl des Würfels
  - dritte von vier Fibonacci-Zahlen, die nichterste Potenzen sind und dabei außer den trivialen {\displaystyle 0} und {\displaystyle 1} einzige Kubikzahl; betrachtet man die Fibonaccizahl {\displaystyle F_{3}=2}, so entsteht der Wert {\displaystyle 8}, indem man den Wert mit seinem Index potenziert, der Index ({\displaystyle 6}), wenn man beide Zahlen multipliziert; ferner ist {\displaystyle 8} die größte von vier Fibonaccizahlen, die den Abstand von genau {\displaystyle 1} zu einer Primzahl haben
  - Kleinste Ordnung eines nichtkommutativen unitären Rings
  - Einzige Zahl mit vier Teilern, von denen der zweitgrößte gerade ist.
- 9
  - Jede positive natürliche Zahl, die mit {\displaystyle 9} multipliziert wird, ergibt nach der Bildung von (dezimalen) Quersummen der Zwischenergebnisse zum Schluss die Zahl {\displaystyle 9}. Beispiele: {\displaystyle 8\cdot 9=72\rightarrow 7+2=9} oder {\displaystyle 22\cdot 9=198\rightarrow 1+9+8=18\rightarrow 1+8=9}.
  - Enthalten n-stellige Minuenden und gleichstellige Subtrahenden dieselben Ziffern, deren Ziffernfolge sich an mindestens zwei Stellen unterscheiden, ist der Betrag ihrer Differenz entweder 9 oder ein n-Faches von 9. Beispiele: 987654321- 123456789 = 864197532 (Kaprekar-Konstante) > 96021948 x 9 > Quersummen: 45 > 9; 735894162 - 261498537 = 474395625 > 52710625 x 9 > Quersummen: 45 > 9; 546827139 - 289354167 = 257472972 > 28608108 x 9 > Quersummen: 45 > 9.
  - Nimmt man eine beliebige dreistellige Dezimalzahl, bei der sich die erste und die letzte Ziffer um mindestens {\displaystyle 2} unterscheiden und nimmt die gleiche Zahl mit umgekehrter Ziffernreihenfolge und bildet die Differenz beider Zahlen, so erhält man ein Vielfaches von {\displaystyle 9}. Addiert man nun diese Zahl mit der Zahl, welche die umgekehrte Ziffernreihenfolge besitzt, so erhält man die Zahl {\displaystyle 1089=9\cdot 11^{2}}.
  - Kleinste ungerade zusammengesetzte Zahl
  - Kleinste natürliche Zahl {\displaystyle n}, für die sich jede nichtnegative ganze Zahl als Summe von höchstens {\displaystyle n} positiven Kubikzahlen darstellen lässt (siehe: Waringsches Problem)
  - Kleinste positive natürliche Zahl {\displaystyle n}, für die {\displaystyle n} Quadrate paarweise verschiedener positiver Kantenlänge existieren, die sich zu einem Rechteck zusammensetzen lassen
  - Kleinste Ordnung einer nicht-desarguesschen projektiven Ebene
- 10
  - Größte Eckenzahl eines regelmäßigen Polygons, das als Seitenfläche eines archimedischen Körpers auftritt
  - Kleinste natürliche Zahl {\displaystyle a}, für die {\displaystyle n-\varphi (n)\neq a} für alle natürlichen Zahlen {\displaystyle n} gilt ({\displaystyle \varphi } ist die eulersche φ-Funktion.)
  - Wird auch als Näherung für {\displaystyle \pi ^{2}} gebraucht.

### Bis 100
- 11
  - Länge des Golay-Codes {\displaystyle G_{11}}, des einzigen nichttrivialen perfekten ternären Codes, der mehr als einen Fehler korrigieren kann.
  - Kleinste Primzahl {\displaystyle p}, für die {\displaystyle 2^{p}-1} keine Mersenne-Primzahl ist.
  - Kleinste Repunit-Primzahl[1]
- 12
  - Kleinste abundante Zahl.
  - Flächenanzahl des Dodekaeders, Kantenanzahl des Würfels und des Oktaeders, Eckenanzahl des Ikosaeders.
  - 1. erhabene Zahl und einzige unter einer Billion
  - 3. Fünfeckszahl
  - 4. Rechteckzahl
  - Dreidimensionale Kusszahl
  - Ordnung der Drehgruppe des Tetraeders, der alternierenden Gruppe {\displaystyle A_{4}}.
  - Ein Dutzend
- 13
  - Anzahl der archimedischen Körper, wenn nicht zwischen ähnlichen Körpern unterschieden wird.
  - 2. Wilson-Primzahl.
  - Kleinste Mirpzahl im Dezimalsystem
- 14
  - Anzahl der dreidimensionalen Bravais-Gitter
  - Kleinste gerade natürliche Zahl, die nicht als Funktionswert der eulerschen φ-Funktion auftritt.
  - Vierte Catalan-Zahl.
- 14,134725141734693… (Folge A058303 in OEIS)
  - Imaginärteil der betragsmäßig kleinsten nichttrivialen Nullstelle {\displaystyle {\tfrac {1}{2}}\pm \sigma i} der Zetafunktion
- 15
  - Anzahl der archimedischen Körper, wenn nicht-spiegelungsinvariante Körper doppelt gezählt werden.
  - Kleinste zusammengesetzte Zahl {\displaystyle n}, für die bis auf Isomorphie nur eine einzige Gruppe der Ordnung {\displaystyle n} existiert.
  - Kleinste Pseudoprimzahl. Kleinste natürliche Zahl, die sich nicht als Summe von weniger als acht Kubikzahlen schreiben lässt (siehe: Waringsches Problem).
  - Größter binärer Wert, den eine 4-Bit-Variable annehmen kann: {\displaystyle 15=2^{4}-1=[1111]_{2}=[F]_{16}}
  - Kleinste natürliche Zahl, die die eulersche φ-Funktion mit keiner Primzahl gemeinsam hat.
- 16
  - {\displaystyle 16=2^{4}=4^{2}}; tatsächlich ist {\displaystyle 16} die einzige Zahl {\displaystyle n}, für die voneinander verschiedene natürliche Zahlen {\displaystyle a} und {\displaystyle b} existieren mit {\displaystyle n=a^{b}=b^{a}}.
  - Kleinste natürliche Zahl {\displaystyle n}, so dass sich bis auf endlich viele Ausnahmen jede natürliche Zahl als Summe von höchstens {\displaystyle n} Biquadraten schreiben lässt (siehe: Waringsches Problem).
  - Ordnung des kleinsten, nicht zu sich selbst antiisomorphen unitären Rings.
  - Anzahl binärer Werte, die eine 4-Bit-Variable annehmen kann: {\displaystyle 16=2^{4}}
- 17
  - Fermat-Zahl {\displaystyle F_{2}}.
  - Anzahl der kristallografischen Gruppen in der Ebene.
  - Gauß hielt die Konstruktion des regelmäßigen 17-Ecks mit Zirkel und Lineal für eine seiner wichtigsten Entdeckungen.
- 18
  - Das erste Maximum der Anzahl nicht-isomorpher kubischer Käfiggraphen gegebener Taillenweite {\displaystyle \nu }, das mit wachsender Taillenweite dieser Graphen bei {\displaystyle \nu =9} erreicht wird.
  - Einzige Zahl, die das doppelte ihrer dezimalen Quersumme ist.
  - Kleinste Zahl mit sechs Teilern, die nach Größe sortiert immer abwechselnd ungerade und gerade sind.
- 19
  - Kleinste natürliche Zahl {\displaystyle n}, für die sich jede positive natürliche Zahl als Summe von höchstens {\displaystyle n} Biquadraten darstellen lässt (siehe: Waringsches Problem).
  - Größte nichtquadratische ganze Zahl {\displaystyle d}, für die der Ring {\displaystyle \mathbb {Z} [{\sqrt {d}}]} euklidisch ist.
- 20
  - Flächenanzahl des Ikosaeders und Eckenanzahl des Dodekaeders.
  - „Gottes Zahl“ des Rubik-Würfels: maximale Anzahl von Drehungen, die nötig sind, um einen Rubik-Würfel aus einer beliebigen Stellung heraus zu lösen
  - Kleinste abundante Zahl ohne vollkommenen Teiler
- 21
  - Kleinste positive natürliche Zahl {\displaystyle n}, für die {\displaystyle n} Quadrate paarweise verschiedener positiver Kantenlänge existieren, die sich zu einem Quadrat zusammensetzen lassen.
- 22
  - Der erste Koeffizient der Kettenbruch-Darstellung von {\displaystyle \pi ^{e}}.
- 23
  - Kleinste positive natürliche Zahl {\displaystyle n}, für die {\displaystyle n} Quader paarweise verschiedener positiver Kantenlänge existieren, die sich zu einem Quader zusammensetzen lassen.
  - Kleinste und neben der {\displaystyle 239} einzige natürliche Zahl, die sich nicht als Summe von weniger als neun Kubikzahlen schreiben lässt (siehe Waringsches Problem).
  - Länge des Golay-Codes {\displaystyle G_{23}}, dem einzigen nichttrivialen perfekten binären Code, der mehr als einen Fehler korrigieren kann.
  - kleinste Primzahl außerhalb eines Primzahlzwillings (wenn man von der {\displaystyle 2} absieht, deren Abstand zu benachbarten Primzahlen sogar näher ist als in der Definition des Primzahlzwillings vorgesehen)
- 24
  - Ordnung der Drehgruppe symmetrischen Gruppe {\displaystyle S_{4}} des Würfels und des Oktaeders.
  - Größte natürliche Zahl {\displaystyle n} mit der Eigenschaft, dass alle natürlichen Zahlen kleiner als {\displaystyle {\sqrt {n}}} Teiler von {\displaystyle n} sind.
- 25
  - Kleinste Quadratzahl, die Summe zweier Quadratzahlen ist: {\displaystyle 3^{2}+4^{2}=5^{2}=25}
  - Kleinste natürliche Zahl mit einer (dezimalen) multiplikativen Beharrlichkeit von {\displaystyle 2}.
- 26
  - Anzahl der sporadischen Gruppen
  - Einzige natürliche Zahl, die eine Quadrat- und eine Kubikzahl als Nachbarn hat
- 27
  - Die kleinste natürliche Zahl, die auf zwei verschiedene Arten als Summe von drei Quadratzahlen geschrieben werden kann, nämlich als {\displaystyle 3^{2}+3^{2}+3^{2}=5^{2}+1^{2}+1^{2}}.
  - Die Anzahl der Geraden auf einer projektiven kubischen Fläche.
- 28
  - Die kleinste natürliche Zahl, die auf zwei verschiedene Arten als Summe von vier Quadratzahlen geschrieben werden kann, nämlich als {\displaystyle 4^{2}+2^{2}+2^{2}+2^{2}=5^{2}+1^{2}+1^{2}+1^{2}}.
  - Zweite vollkommene Zahl.
- 29
  - Kleinste Primzahl, die die Summe dreier aufeinanderfolgender Quadratzahlen ist: {\displaystyle 2^{2}+3^{2}+4^{2}=29}
- 30
  - Kantenanzahl des Dodekaeders und des Ikosaeders.
  - Flächenzahl des Rhombentriakontaeders. Kleinste Giuga-Zahl.
  - Die größte natürliche Zahl {\displaystyle n} mit der Eigenschaft, dass von {\displaystyle 1} abgesehen alle natürlichen Zahlen kleiner als {\displaystyle n}, die zu {\displaystyle n} teilerfremd sind, Primzahlen sind.
- 31
  - Mersenne-Primzahl {\displaystyle M_{5}}
- 32
  - Anzahl der Kristallklassen im dreidimensionalen Kristallgitter
- 33
  - Die größte natürliche Zahl {\displaystyle n}, die sich nicht als Summe verschiedener Dreieckszahlen darstellen lässt.
- 34 
  - Die kleinste Zahl, die die gleiche Teileranzahl wie ihr Vorgänger und ihr Nachfolger hat.
- 35
  - Die kleinste Tetraederzahl, die das Produkt eines Primzahlzwillings ist.
- 36
  - Erste (nicht-triviale) Quadrat-Dreieckszahl, eine Dreieckszahl die zugleich Quadratzahl ist.
  - Einzige (nicht-triviale) Dreieckszahl, deren Quadratwurzel ({\displaystyle 6}) ebenfalls eine Dreieckszahl ist: {\displaystyle \Delta _{8}=(\Delta _{3})^{2}}
- 37
  - Kleinste natürliche Zahl {\displaystyle n}, für die sich jede nichtnegative ganze Zahl als Summe von höchstens {\displaystyle n} fünften Potenzen nichtnegativer ganzer Zahlen darstellen lässt (siehe: Waringsches Problem).
  - Kleinste irreguläre Primzahl.
  - Es ist die vierte Mirpzahl.
- 38
  - Die Reihensumme des einzigen nichttrivialen magisches Sechsecks mit der Seitenlänge {\displaystyle n=3}.
- 39
  - Kleinste natürliche Zahl mit einer (dezimalen) multiplikativen Beharrlichkeit von {\displaystyle 3}.
- 40
  - Kleinste natürliche Zahl, die ohne diese Eigenschaft nicht in dieser Liste enthalten wäre.
- 41
  - Das Polynom {\displaystyle n^{2}+n+a} liefert für {\displaystyle a=41} für alle {\displaystyle n\in \{0,\dotsc ,a-2\}} Primzahlen.
- 42
  - Zweite primär pseudovollkommene Zahl.
  - Fünfte Catalan-Zahl.
- 43
  - Größte natürliche Zahl {\displaystyle n}, für die es unmöglich ist, {\displaystyle n} Chicken McNuggets in den üblichen Packungen von 6, 9 und 20 zusammenzustellen (siehe Münzproblem).
- 44
  - Anzahl der Möglichkeiten, das Haus vom Nikolaus zu lösen; weitere 44 Varianten sind Spiegelungen dieser Pfade
- 49
  - Kleinste Pseudoprimzahl (Zahl, die zusammengesetzt ist, obwohl man dies weder an der Endziffer noch an der Quersumme erkennen kann)
- 50
  - Kleinste natürliche Zahl, die sich auf zwei verschiedene Arten als Summe zweier Quadratzahlen schreiben lässt: {\displaystyle 50=5^{2}+5^{2}=7^{2}+1^{2}}
- 56
  - Bei dieser Zahl tritt die Wurstkatastrophe ein.
- 60
  - Die Ordnung der alternierenden Gruppe {\displaystyle A_{5}}, also der kleinsten nicht-auflösbaren Gruppe und der kleinsten nicht-abelschen einfachen Gruppe.
  - Eckenanzahl von vier archimedischen Körpern: des abgestumpften Dodekaeders, des abgestumpften Ikosaeders oder Fußballkörpers, des kleinen Rhombenikosidodekaeders und des abgeschrägten Dodekaeders (Dodekaedron simum).
  - Kantenanzahl von zwei archimedischen Körpern: des Ikosidodekaeders und des abgeschrägten Würfels (Cubus simus).
  - Die kleinste natürliche Zahl mit {\displaystyle 12} Teilern (siehe Hochzusammengesetzte Zahl)
  - Die kleinste natürliche Zahl, die von allen natürlichen Zahlen bis {\displaystyle 5} geteilt wird.
  - Die kleinste natürliche Zahl, die von allen natürlichen Zahlen bis {\displaystyle 6} geteilt wird.
- 65
  - Kleinste natürliche Zahl, die sich auf zwei verschiedene Arten als Summe zweier teilerfremder Quadratzahlen schreiben lässt:  {\displaystyle 65=1^{2}+8^{2}=4^{2}+7^{2}}

({\displaystyle 25=0^{2}+5^{2}=3^{2}+4^{2}} und {\displaystyle 50=5^{2}+5^{2}=7^{2}+1^{2}} lassen sich auch auf zwei verschiedene Arten als Summe zweier Quadratzahlen schreiben, wobei allerdings 0 und 5 bzw. 5 und 5 nicht teilerfremd sind.)
- 69
  - Einzige natürliche Zahl, in deren Quadrat- und Kubikzahl (4761 bzw. 328509) jede der Ziffern 0 bis 9 genau einmal vorkommt.
- 70
  - Kleinste Merkwürdige Zahl
- 71
  - Größte supersinguläre Primzahl. Größte rechtsstutzbare Primzahl zur Basis {\displaystyle 3}.
- 72
  - Kleinste positive natürliche Zahl, deren fünfte Potenz sich als Summe von fünf fünften Potenzen positiver natürlicher Zahlen schreiben lässt: {\displaystyle 72^{5}=19^{5}+43^{5}+46^{5}+47^{5}+67^{5}}.
- 73
  - 21. Primzahl, {\displaystyle 21} ist das Produkt aus {\displaystyle 7} und {\displaystyle 3}.
  - 6. Mirpzahl. Ihre Spiegelzahl {\displaystyle 37} ist die 12. Primzahl (wiederum Spiegelzahl von {\displaystyle 21}).
  - Zahlenpalindrom in Binärschreibweise: {\displaystyle 1001001}. Das Palindrom hat sieben Stellen und enthält dreimal die {\displaystyle 1}.
  - Ebenfalls in Oktalschreibweise: {\displaystyle 111}. Dieses Palindrom hat drei Stellen und enthält dreimal die {\displaystyle 1}.

- 77
  - Kleinste natürliche Zahl mit einer (dezimalen) multiplikativen Beharrlichkeit von {\displaystyle 4}.
- 79
  - Kleinste natürliche Zahl, die sich nicht als Summe von weniger als {\displaystyle 19} Biquadraten schreiben lässt (siehe: Waringsches Problem).
- 80
  - „Gottes Zahl“ für das 15-Puzzle: maximale Anzahl von Zügen, die nötig sind, um das Puzzle aus jeder beliebigen Stellung heraus zu lösen
- 81
  - Die einzige Zahl (außer der trivialen 0 und 1), deren Ziffernsumme ihre Quadratwurzel ergibt: {\displaystyle 8+1={\sqrt {81}}=9}
- 85
  - 85 lässt sich auf zwei verschiedene Arten als Summe zweier Quadratzahlen darstellen: {\displaystyle 85=9^{2}+2^{2}=7^{2}+6^{2}}
- 88
  - Zahl der Möglichkeiten, das Haus vom Nikolaus zu zeichnen, siehe Zahl {\displaystyle 44}
- 92
  - Anzahl der Johnson-Körper
  - Flächenanzahl des abgeschrägten Dodekaeders
  - Anzahl der Lösungen des 8-Damen-Problems

### Bis 1000
- 101
  - Die kleinste dreistellige Primzahl
  - Erstes dreistelliges Zahlenpalindrom
  - Erste Primzahl, deren dezimale Quersumme (2) und Anzahl der Dezimalziffern (3) Primzahlen sind
- 105
  - Das Kreisteilungspolynom {\displaystyle \Phi _{105}} ist das erste, dessen Koeffizienten nicht alle {\displaystyle -1}, {\displaystyle 0} oder {\displaystyle 1} lauten.
- 107
  - Kleinste dreistellige Mirpzahl.
- 108
  - Winkel des regelmäßigen Fünfecks
- 109,47…
  - Tetraeder-Winkel
  - {\displaystyle \arccos \left(-{\tfrac {1}{3}}\right)}
- 111
  - Drittkleinste Repunitzahl
- 120
  - Höchstmögliche Anzahl von Ecken eines archimedischen Körpers beim großen Rhombenikosidodekaeder
- 127
  - Mersenne-Primzahl {\displaystyle M_{7}}. {\displaystyle 2^{7}-1}
- 132
  - Sechste Catalan-Zahl.
- 143
  - Lösung des Waringschen Problems für k=7
- 144
  - Kleinste positive natürliche Zahl, deren fünfte Potenz sich als Summe von vier fünften Potenzen positiver natürlicher Zahlen schreiben lässt: {\displaystyle 144^{5}=27^{5}+84^{5}+110^{5}+133^{5}}. Diese Identität wurde im Jahr 1966 entdeckt und widerlegte eine von Leonhard Euler im Jahr 1769 vermutete Verallgemeinerung des großen Satz von Fermat.
  - Größte und vierte Fibonaccizahl (nach {\displaystyle 0}, {\displaystyle 1} und {\displaystyle 8}), die eine nicht-erste Potenz ist, darunter die einzige nichttriviale Quadratzahl.[2] Zugleich ist sie das Quadrat ihres eigenen Fibonacci-Indexes.
- 153
  - Man beginne mit einer beliebigen durch drei teilbaren natürlichen Zahl und bilde fortlaufend die Summe der Kuben der Dezimalziffern: Diese Folge wird immer die 153 erreichen und wegen 1³+5³+3³ = 1+125+27=153 dann dort auf der Stelle treten.
  - kleinste (mehrstellige) narzisstische Zahl
- 163
  - Größte Zahl {\displaystyle d}, für die {\displaystyle \mathbb {Q} ({\sqrt {-d}})} Klassenzahl {\displaystyle 1} hat. Deshalb ist {\displaystyle \mathrm {e} ^{\pi {\sqrt {163}}}\approx 262537412640768743{,}99999999999925} ungewöhnlich nahe an einer ganzen Zahl.
- 168
  - Ordnung der zweitkleinsten nichtabelschen einfachen Gruppe.
- 180
  - Höchstmögliche Anzahl von Kanten eines archimedischen Körpers beim großen Rhombenikosidodekaeder
- 191
  - Größte rechtsstutzbare Primzahl zur Basis {\displaystyle 4}.
- 196
  - Kleinster und bekanntester Kandidat für eine Lychrel-Zahl.
- 210
  - Größte Goldbachsche Zahl.
- 219
  - Anzahl der dreidimensionalen Symmetriegruppen ohne Berücksichtigung der Orientierung im Raum (Raumgruppe).
- 220
  - Kleinste befreundete Zahl, zusammen mit der {\displaystyle 284} das kleinste befreundete Zahlenpaar.
- 223
  - Die einzige natürliche Zahl, die sich nicht als Summe von weniger als {\displaystyle 37} positiven fünften Potenzen schreiben lässt (siehe: Waringsches Problem).
- 230
  - Anzahl der dreidimensionalen Symmetriegruppen unter Berücksichtigung der Orientierung im Raum (Raumgruppe).
- 239
  - Die größte und neben der {\displaystyle 23} die einzige natürliche Zahl, die sich nicht als Summe von weniger als neun Kubikzahlen schreiben lässt (siehe: Waringsches Problem).
- 248
  - Dimension der komplexen Lie-Gruppe {\displaystyle E_{8}}.
- 251
  - Kleinste natürliche Zahl, die sich auf zwei verschiedene Arten als Summe von drei Kubikzahlen schreiben lässt, nämlich als {\displaystyle 1^{3}+5^{3}+5^{3}=2^{3}+3^{3}+6^{3}}
- 255
  - Größter binärer Wert, den eine 8-Bit-Variable annehmen kann: {\displaystyle 255=2^{8}-1=[1111.1111]_{2}=[FF]_{16}}
- 256
  - Anzahl binärer Werte, die eine 8-Bit-Variable annehmen kann: {\displaystyle 256=2^{8}}
- 257
  - Fermat-Zahl {\displaystyle F_{3}}.
- 261
  - Anzahl der dreidimensionalen Netze eines vierdimensionalen Würfels.
- 284
  - Zweitkleinste befreundete Zahl, zusammen mit der {\displaystyle 220} das kleinste befreundete Zahlenpaar.
- 292
  - Fünfte Zahl in der Kettenbruchentwicklung der Kreiszahl ({\displaystyle \pi }, Pi). Da diese Zahl relativ groß ist, liefert der nach der vierten Stelle abgebrochene Kettenbruch {\displaystyle {\tfrac {355}{113}}} eine sehr gute Näherung für {\displaystyle \pi }: Die beiden Zahlen stimmen in sechs Nachkommastellen überein, das ist eine wesentlich bessere Näherung, als für einen Näherungsbruch mit einem Nenner dieser Größenordnung zu erwarten wäre.
- 325
  - Kleinste Zahl, die sich auf drei Weisen als Summe zweier Quadratzahlen schreiben lässt: {\displaystyle 325=1^{2}+18^{2}=6^{2}+17^{2}=10^{2}+15^{2}}
- 341
  - Kleinste Pseudoprimzahl zur Basis {\displaystyle 2}
- 351
  - Durch Spiegelung erhält man die kleinste dreistellige Narzisstische Zahl (auch Armstrong-Zahl genannt): 153
- 353
  - Kleinste positive natürliche Zahl, deren Biquadrat sich als Summe von vier positiven Biquadraten schreiben lässt: {\displaystyle 353^{4}=30^{4}+120^{4}+272^{4}+315^{4}}
- 373
  - Einzige dreistellige Zahl {\displaystyle ABC}, für die gilt: Die Ziffern {\displaystyle A}, {\displaystyle B} und {\displaystyle C} sind Primzahlen. Die Zahlen {\displaystyle AB} und {\displaystyle BC} sind Primzahlen. Die Zahl {\displaystyle ABC} ist eine Primzahl. (Spezialfall der beidseitig trunkierbaren Primzahlen)
- 429
  - Siebte Catalan-Zahl.
- 454
  - Größte natürliche Zahl, die sich nicht als Summe von weniger als acht Kubikzahlen schreiben lässt (siehe: Waringsches Problem).
- 466
  - Größte natürliche Zahl, die sich nicht als Summe von weniger als {\displaystyle 32} positiven ganzzahligen fünften Potenzen schreiben lässt (siehe: Waringsches Problem).
- 495
  - Dreistellige Kaprekar-Konstante
- 496
  - Dritte vollkommene Zahl
- 561
  - Kleinste Carmichael-Zahl
- 563
  - Dritte und derzeit größte bekannte Wilson-Primzahl
- 666
  - Die Summe der Quadrate der ersten sieben Primzahlen
  - Wird in römischen Zahlen dargestellt als DCLXVI. Hier kommt jeder Zahlenwert unter {\displaystyle 1000} genau einmal vor, und zwar in Reihenfolge absteigender Größe.
  - Die Summe der Zahlen von {\displaystyle 1} bis {\displaystyle 36}
  - Siehe auch Sechshundertsechsundsechzig
- 679
  - Kleinste natürliche Zahl mit einer (dezimalen) multiplikativen Beharrlichkeit von {\displaystyle 5}.
- 840
  - Die kleinste natürliche Zahl, die durch alle Zahlen von {\displaystyle 2} bis {\displaystyle 8} geteilt wird.
- 858
  - Zweitkleinste Giuga-Zahl mit vier Faktoren.
- 880
  - Anzahl der magischen Quadrate vierter Ordnung, die nicht durch Spiegelung oder Drehung auseinander hervorgehen.
- 945
  - Kleinste ungerade abundante Zahl.
- 991
  - Größte bekannte permutierbare Primzahl, die keine Einserfolge ist.

### Bis 10.000
- 1009
  - Kleinste vierstellige Mirpzahl.
- 1089
  - Man bildet zu einer dreistelligen Zahl, die kein Zahlenpalindrom ist, ihre Spiegelzahl (z. B. ist {\displaystyle 327} die Spiegelzahl von {\displaystyle 723}) und subtrahiert die kleinere von der größeren Zahl; zu dem Ergebnis addiert man dann die Umkehrzahl des Ergebnisses (wenn das erste Zwischenergebnis lediglich zweistellig ist, stellt man der Zahl eine Null voran); bei diesem Verfahren erhält man stets das Ergebnis {\displaystyle 1089}
- 1093
  - Erste Wieferich-Primzahl
- 1105
  - Kleinste Zahl, die sich auf vier Weisen als Summe zweier Quadratzahlen schreiben lässt: {\displaystyle 1105=4^{2}+33^{2}=9^{2}+32^{2}=12^{2}+31^{2}=23^{2}+24^{2}}
- 1233
  - {\displaystyle 12^{2}+33^{2}}
- 1444
  - Quadratzahlen können im Dezimalsystem nicht auf mehr als drei gleiche (von {\displaystyle 0} verschiedene) Ziffern enden. {\displaystyle 1444=38^{2}} ist die kleinste Quadratzahl, die diese maximale Anzahl gleicher Ziffern am Ende besitzt.
- 1722
  - Dritte Giuga-Zahl.
- 1729
  - Kleinste Zahl, die sich auf zwei verschiedene Weisen als Summe zweier dritter Potenzen darstellen lässt: {\displaystyle 10^{3}+9^{3}=12^{3}+1^{3}} (Hardy-Ramanujan-Zahl).
  - Die erste Carmichael-Zahl der Form {\displaystyle (6n+1)\cdot (12n+1)\cdot (18n+1)}.
- 1806
  - Dritte primär pseudovollkommene Zahl.
- 2025
  - Einzige natürliche Zahl, welche sämtliche der nachfolgenden Eigenschaften besitzt.[3][4][5]

Quadrat der Summe aller einstelligen natürlichen Zahlen: {\displaystyle (1+2+3+4+5+6+7+8+9)^{2}}
Summe aller Kubikzahlen mit einstelliger Basis: {\displaystyle 1^{3}+2^{3}+3^{3}+4^{3}+5^{3}+6^{3}+7^{3}+8^{3}+9^{3}}
Hinweis: Außer der Zahl 2025 sind bis zur Zahl 10.000 nur die Zahlen 1, 9, 36, 100, 225, 441, 784, 1296, 3025, 4356, 6084 und 8281 ebenfalls als Summe aufeinander folgender Kubikzahlen darstellbar.
Summe zweier Quadratzahlen: {\displaystyle 27^{2}+36^{2}}
Summe dreier Quadratzahlen: {\displaystyle 5^{2}+20^{2}+40^{2}}
Produkt zweier Quadratzahlen: {\displaystyle 5^{2}\cdot 9^{2}}
Produkt dreier Quadratzahlen: {\displaystyle 3^{2}\cdot 3^{2}\cdot 5^{2}}
Weitere Besonderheit: {\displaystyle (20+25)^{2}=2025}
- 2047
  - {\displaystyle M_{11}=2^{11}-1}: die kleinste Mersenne-Zahl mit primen Exponenten, die nicht prim, also keine Mersenne-Primzahl ist: {\displaystyle 2047=23\cdot 89}
- 2437
  - Größte rechtsstutzbare Primzahl zur Basis {\displaystyle 5}.
- 2520
  - Die kleinste natürliche Zahl, die durch alle Zahlen von {\displaystyle 2} bis {\displaystyle 10} geteilt wird.
  - Achtzehnte hochzusammengesetzte Zahl – sie hat insgesamt {\displaystyle 48} Teiler. Außerdem ist sie die größte „besondere“ hochzusammengesetzte Zahl: Die Zahl der Teiler wird erst bei einer Verdoppelung des Zahlenwertes überboten ({\displaystyle 5040} hat {\displaystyle 60} Teiler).
- 3003
  - Die bisher einzige bekannte Zahl, die genau achtmal im Pascalschen Dreieck vorkommt. Siehe Singmaster-Vermutung.
- 3435
  - Erste nichttriviale Münchhausen-Zahl zur Basis {\displaystyle 10}, bei der die Summe der einzelnen Stellen hoch sich selbst genommen die ursprüngliche Zahl ergibt:[6] {\displaystyle 3^{3}+4^{4}+3^{3}+5^{5}=27+256+27+3125=3435}
- 3511
  - Zweite (und bisher größte bekannte) Wieferich-Primzahl
- 4711
  - Wird als metasyntaktische Variable für endlich große Kardinalzahlen verwendet; der Hintergrund ist, dass diese Zahl gerade keine besonderen mathematischen Eigenschaften aufweist, sondern ein bekannter Markenname für Kölnisch Wasser ist.
- 5525
  - Kleinste Zahl, die sich auf genau sechs Weisen als Summe zweier Quadratzahlen schreiben lässt: {\displaystyle 5525=7^{2}+74^{2}=14^{2}+73^{2}=22^{2}+71^{2}=25^{2}+70^{2}=41^{2}+62^{2}=50^{2}+55^{2}}
- 5777 und 5993
  - die einzigen beiden bekannten ungeraden Zahlen größer als {\displaystyle 1}, die sich nicht als {\displaystyle p+2\cdot n^{2}} schreiben lassen, wobei {\displaystyle p} eine Primzahl und {\displaystyle n} eine ganze Zahl ist.[7]
- 6174
  - Kaprekar-Konstante für vierstellige Zahlen.
- 6788
  - Kleinste natürliche Zahl mit einer (dezimalen) multiplikativen Beharrlichkeit von {\displaystyle 6}.
- 6841
  - Größte rechtsstutzbare Primzahl zur Basis {\displaystyle 7}.
- 7825
  - Kleinste Zahl {\displaystyle n}, für die es keine binäre Färbung der Menge bis {\displaystyle n} ohne einfarbiges Pythagoreisches Tripel gibt.[8]
- 8125
  - Kleinste Zahl, die sich auf genau fünf Weisen als Summe zweier Quadratzahlen schreiben lässt: {\displaystyle 8125=5^{2}+90^{2}=27^{2}+86^{2}=30^{2}+85^{2}=50^{2}+75^{2}=58^{2}+69^{2}}
- 8128
  - Vierte vollkommene Zahl.
- 8191
  - Mersenne-Primzahl {\displaystyle M_{13}}
- 8833
  - {\displaystyle 88^{2}+33^{2}}

### Bis 1 Million
- 10.100
  - {\displaystyle 10^{2}+100^{2}} (gilt für alle Stellenwertsysteme)
- 16.843
  - Erste Wolstenholme-Primzahl.
- 27.720
  - Die kleinste natürliche Zahl, die von allen natürlichen Zahlen bis {\displaystyle 11} geteilt wird.
  - Die kleinste natürliche Zahl, die von allen natürlichen Zahlen bis {\displaystyle 12} geteilt wird.
- 29.341
  - 10. Carmichael-Zahl, kleinste Pseudoprimzahl zu den Basen {\displaystyle 2}, {\displaystyle 3}, {\displaystyle 5}, {\displaystyle 7} und {\displaystyle 11}.
- 30.031
  - kleinste zusammengesetzte Euklidische Zahl:{\displaystyle 30.031=p_{6}\#+1=13\#+1=30030+1=30.031=59\cdot 509}
- 41.041
  - Kleinste Carmichael-Zahl mit vier Primfaktoren.
- 47.058
  - Vierte primär pseudovollkommene Zahl.
- 63.973
  - Carmichael-Zahl {\displaystyle M_{4}(1)}
- 65.533
  - Funktionswert {\displaystyle a(4,1)=a(5,0)} der Ackermannfunktion.
- 65.535
  - Größter binärer Wert, den eine 16-Bit-Variable annehmen kann: {\displaystyle 65.535=2^{16}-1=[1111.1111.1111.1111]_{2}=[FFFF]_{16}}
- 65.536
  - Anzahl binärer Werte, die eine 16-Bit-Variable annehmen kann: {\displaystyle 65.536=2^{16}}
- 65.537
  - Fermat-Zahl {\displaystyle F_{4}}, größte bekannte (und vermutlich auch größte) Fermatsche Primzahl.
- 66.198
  - Vierte Giuga-Zahl.
- 68.889
  - Kleinste natürliche Zahl mit einer (dezimalen) multiplikativen Beharrlichkeit von {\displaystyle 7}.
- 78.557
  - Kleinste bekannte Sierpiński-Zahl.
- 108.863
  - Größte rechtsstutzbare Primzahl zur Basis {\displaystyle 6}.
- 131.071
  - Mersenne-Primzahl {\displaystyle M_{17}}
- 142.857
  - Kleinste nicht-triviale Zyklische Zahl.
- 148.349
  - Die einzige Zahl, die gleich der Summe ihrer der Subfakultät unterzogenen Ziffern ist.
- 177.147
  - Anzahl der Möglichkeiten ({\displaystyle 3^{11}}) beim Fußballtoto (Elferwette).
- 271.441
  - Die kleinste Perrinsche Pseudoprimzahl, {\displaystyle 521^{2}}.
- 294.409
  - Carmichael-Zahl {\displaystyle M_{3}(6)}
- 360.360
  - Die kleinste natürliche Zahl, die von allen natürlichen Zahlen bis {\displaystyle 13} geteilt wird.
  - Die kleinste natürliche Zahl, die von allen natürlichen Zahlen bis {\displaystyle 14} geteilt wird.
  - Die kleinste natürliche Zahl, die von allen natürlichen Zahlen bis {\displaystyle 15} geteilt wird.
- 509.203
  - Kleinste bekannte Riesel-Zahl.
- 524.287
  - Mersenne-Primzahl {\displaystyle M_{19}}
- 549.945
  - 1. Kaprekar-Konstante für sechsstellige Zahlen.
- 617.716
  - Die {\displaystyle 1111}-te Dreieckszahl, ein Zahlenpalindrom; Von Charles Trigg entdeckt.
- 631.764
  - 2. Kaprekar-Konstante für sechsstellige Zahlen.
- 720.720
  - Die kleinste natürliche Zahl, die von allen natürlichen Zahlen bis {\displaystyle 16} geteilt wird.
- 990.100
  - {\displaystyle 990^{2}+100^{2}}

### Bis 1 Milliarde
- 1.117.111
  - Kleinste Primzahl, deren Anzahl ihrer Dezimalziffern (7), (dezimale) Quersumme (13), (dezimales) Querprodukt (7) und Primzahl-Nummer (86.969) Primzahlen sind.
- 2.082.925
  - Kleinste Zahl, die sich auf {\displaystyle 18} verschiedene Weisen als Summe zweier Quadratzahlen schreiben lässt:

{\displaystyle {\begin{aligned}2.082.925&=26^{2}+1443^{2}=134^{2}+1437^{2}=163^{2}+1434^{2}=195^{2}+1430^{2}=330^{2}+1405^{2}=370^{2}+1395^{2}=429^{2}+1378^{2}=531^{2}+1342^{2}=541^{2}+1338^{2}=\\&=558^{2}+1331^{2}=579^{2}+1322^{2}=702^{2}+1261^{2}=730^{2}+1245^{2}=755^{2}+1230^{2}=845^{2}+1170^{2}=894^{2}+1133^{2}=926^{2}+1107^{2}=1014^{2}+1027^{2}\end{aligned}}}
- 2.124.679
  - Zweite Wolstenholme-Primzahl
- 2.677.889
  - Kleinste natürliche Zahl mit einer (dezimalen) multiplikativen Beharrlichkeit von {\displaystyle 8}.
- 4.005.625
  - Kleinste Zahl, die sich auf {\displaystyle 20} Weisen als Summe zweier Quadratzahlen schreiben lässt
- 4.497.359
  - Größte rechtsstutzbare Primzahl zur Basis {\displaystyle 8}.
- 5.882.353
  - {\displaystyle 588^{2}+2353^{2}}
  - Primzahl und Gegenteiler zur langen Primzahl in {\displaystyle 10^{\frac {17-1}{2}}+1=1.000.001}
- 5.928.325
  - Kleinste Zahl, die sich auf {\displaystyle 24} Weisen als Summe zweier Quadratzahlen schreiben lässt
- 9.721.368
  - Größte Zahl aus verschiedenen Ziffern (im Dezimalsystem), aus der man eine beliebige Ziffer streichen kann, so dass der Rest durch die gestrichene Ziffer teilbar ist[9]
- 12.252.240
  - Die kleinste natürliche Zahl, die von allen natürlichen Zahlen bis {\displaystyle 17} geteilt wird.
  - Die kleinste natürliche Zahl, die von allen natürlichen Zahlen bis {\displaystyle 18} geteilt wird.
- 26.888.999
  - Kleinste natürliche Zahl mit einer (dezimalen) multiplikativen Beharrlichkeit von {\displaystyle 9}.
- 33.550.336
  - Fünfte vollkommene Zahl
- 56.052.361
  - Carmichael-Zahl {\displaystyle M_{3}(35)}
- 73.939.133
  - Größte rechtsstutzbare Primzahl im Dezimalsystem: Für die Zahl gilt, dass bei Wegstreichen der letzten Ziffer wieder eine Primzahl mit genau dieser Eigenschaft entsteht; d. h., {\displaystyle 7393913}, {\displaystyle 739391}, {\displaystyle 73939}, {\displaystyle 7393}, {\displaystyle 739}, {\displaystyle 73}, {\displaystyle 7} sind auch Primzahlen.
- 87.539.319
  - Kleinste Zahl, die sich auf drei verschiedene Weisen als Summe zweier Kubikzahlen darstellen lässt: Taxicab-Zahl {\displaystyle \operatorname {Ta} (3)}
- 94.122.353
  - {\displaystyle 9412^{2}+2353^{2}}
- 118.901.521
  - Carmichael-Zahl {\displaystyle M_{3}(45)}
- 146.511.208
  - Narzisstische Zahl : {\displaystyle 1^{9}+4^{9}+6^{9}+5^{9}+1^{9}+1^{9}+2^{9}+0^{9}+8^{9}}
- 172.947.529
  - Carmichael-Zahl {\displaystyle M_{3}(51)}
- 216.821.881
  - Carmichael-Zahl {\displaystyle M_{3}(55)}
- 228.842.209
  - Carmichael-Zahl {\displaystyle M_{3}(56)}
- 275.305.224
  - Anzahl der magischen Quadrate fünfter Ordnung, die nicht durch Spiegelung oder Drehung auseinander hervorgehen.
- 472.335.975
  - Narzisstische Zahl {\displaystyle 4^{9}+7^{9}+2^{9}+3^{9}+3^{9}+5^{9}+9^{9}+7^{9}+5^{9}}
- 534.494.836
  - Narzisstische Zahl {\displaystyle 5^{9}+3^{9}+4^{9}+4^{9}+9^{9}+4^{9}+8^{9}+3^{9}+6^{9}}
- 635.318.657
  - Kleinste Zahl, die sich auf zwei verschiedene Arten als Summe von zwei Biquadraten schreiben lässt, nämlich als {\displaystyle 158^{4}+59^{4}=133^{4}+134^{4}}.
- 906.150.257
  - Kleinstes Gegenbeispiel zur Vermutung von Pólya
- 912.985.153
  - Narzisstische Zahl {\displaystyle 9^{9}+1^{9}+2^{9}+9^{9}+8^{9}+5^{9}+1^{9}+5^{9}+3^{9}}

### Bis 1 Billion
- 1.299.963.601
  - Carmichael-Zahl {\displaystyle M_{3}(100)}
- 1.355.840.309
  - Größte rechtsstutzbare Primzahl zur Basis {\displaystyle 9}.
- 1.765.038.125
  - {\displaystyle 17650^{2}+38125^{2}}
- 2.147.483.647
  - Mersenne-Primzahl {\displaystyle M_{31}}
- 2.214.408.306
  - Fünfte Giuga-Zahl.
- 2.214.502.422
  - Fünfte primär pseudovollkommene Zahl.
- 2.301.745.249
  - Carmichael-Zahl {\displaystyle M_{3}(121)}
- 2.584.043.776
  - {\displaystyle 25840^{2}+43776^{2}}
- 3.778.888.999
  - Kleinste natürliche Zahl mit einer (dezimalen) multiplikativen Beharrlichkeit von {\displaystyle 10}.
- 3.816.547.290
  - Einzige pandigitale Zahl, deren erste {\displaystyle n} Ziffern (als Zahlen gelesen) jeweils durch {\displaystyle n} teilbar sind: die erste Ziffer durch {\displaystyle 1}, die ersten beiden Ziffern durch {\displaystyle 2}, die ersten drei Ziffern durch {\displaystyle 3} usw.
- 4.294.967.295
  - Größter Wert, der als nicht vorzeichenbehaftete 32-Bit-Ganzzahl dargestellt werden kann: {\displaystyle 4.294.967.295=2^{32}-1=[1111.1111.1111.1111.1111.1111.1111.1111]_{2}=[FFFF.FFFF]_{16}}
- 4.294.967.296
  - Anzahl binärer Werte, die eine 32-Bit-Variable annehmen kann: {\displaystyle 4.294.967.296=2^{32}}
- 4.294.967.297
  - Anhand dieser Zahl widerlegte Euler eine Vermutung von Fermat – siehe fermatsche Primzahl.
- 4.679.307.774
  - Narzisstische Zahl {\displaystyle 4^{10}+6^{10}+7^{10}+9^{10}+3^{10}+0^{10}+7^{10}+7^{10}+7^{10}+4^{10}}
- 5.391.411.025
  - Kleinste abundante Zahl, die weder durch {\displaystyle 2} noch durch {\displaystyle 3} teilbar ist.
- 6.172.882.716
  - Die {\displaystyle 111.111}-te Dreieckszahl, ein Zahlenpalindrom. Von Charles Trigg entdeckt.
- 7.416.043.776
  - {\displaystyle 74160^{2}+43776^{2}}
- 8.235.038.125
  - {\displaystyle 82350^{2}+38125^{2}}
- 8.589.869.056
  - Sechste vollkommene Zahl, 1588 von Cataldi entdeckt.
- 15.170.835.645
  - Kleinste Zahl, die sich auf drei verschiedene Arten als Summe von je zwei Kubikzahlen schreiben lässt, nämlich als {\displaystyle 517^{3}+2468^{3}=709^{3}+2456^{3}=1733^{3}+2152^{3}}
- 24.423.128.562
  - Sechste Giuga-Zahl.
- 32.164.049.650
  - Narzisstische Zahl {\displaystyle 3^{11}+2^{11}+1^{11}+6^{11}+4^{11}+0^{11}+4^{11}+9^{11}+6^{11}+5^{11}+0^{11}}
- 52.495.396.602
  - Sechste primär pseudovollkommene Zahl.
- 116.788.321.168
  - {\displaystyle 116788^{2}+321168^{2}}
- 123.288.328.768
  - {\displaystyle 123288^{2}+328768^{2}}
- 137.438.691.328
  - Siebte vollkommene Zahl, 1588 von Cataldi entdeckt.
- 192.739.365.541
  - Carmichael-Zahl {\displaystyle M_{4}(45)}
- 200.560.490.131
  - Ist die Primzahl {\displaystyle 31\#+1}, wobei {\displaystyle 31\#} das Produkt aller Primzahlen von {\displaystyle 2} bis {\displaystyle 31} ist (siehe auch Satz von Euklid, Primfakultät).
- 461.574.735.553
  - Carmichael-Zahl {\displaystyle M_{4}(56)}
- 876.712.328.768
  - {\displaystyle 876712^{2}+328768^{2}}
- 883.212.321.168
  - {\displaystyle 883212^{2}+321168^{2}}

### Bis 1 Trillion
- 6.963.472.309.248
  - Kleinste Zahl, die sich auf vier verschiedene Weisen als Summe zweier Kubikzahlen darstellen lässt: Taxicab-Zahl {\displaystyle \operatorname {Ta} (4)}
- 7.625.597.484.987
  - {\displaystyle 3^{3^{3}}=3^{27}=7\,625\,597\,484\,987{\color {red}\neq }\left(3^{3}\right)^{3}=27^{3}=19\,683}
- 10.028.704.049.893
  - Carmichael-Zahl {\displaystyle M_{4}(121)}
- 28.116.440.335.967
  - {\displaystyle 2^{14}+8^{14}+1^{14}+1^{14}+6^{14}+4^{14}+4^{14}+0^{14}+3^{14}+3^{14}+5^{14}+9^{14}+6^{14}+7^{14}}
- 61.728.399.382.716
  - Die {\displaystyle 11.111.111}-te Dreieckszahl, ein Zahlenpalindrom.
- 277.777.788.888.899
  - Kleinste natürliche Zahl mit einer (dezimalen) multiplikativen Beharrlichkeit von {\displaystyle 11}.
- 432.749.205.173.838
  - Die siebte Giuga-Zahl
- 4.338.281.769.391.370
  - {\displaystyle 4^{16}+3^{16}+3^{16}+8^{16}+2^{16}+8^{16}+1^{16}+7^{16}+6^{16}+9^{16}+3^{16}+9^{16}+1^{16}+3^{16}+7^{16}+0^{16}}
- 9.585.921.133.193.329
  - Die kleinste Carmichael-Zahl nach dem System von Richard G. E. Pinch
- 14.737.133.470.010.574
  - Die achte Giuga-Zahl
- 21.897.142.587.612.075
  - {\displaystyle 2^{17}+1^{17}+8^{17}+9^{17}+7^{17}+1^{17}+4^{17}+2^{17}+5^{17}+8^{17}+7^{17}+6^{17}+1^{17}+2^{17}+0^{17}+7^{17}+5^{17}}
- 48.988.659.276.962.496
  - Die kleinste Zahl, die sich auf fünf verschiedene Arten als Summe von je zwei Kubikzahlen schreiben lässt, nämlich als {\displaystyle 231.518^{3}+331.954^{3}=221.424^{3}+336.588^{3}=205.292^{3}+342.952^{3}=107.839^{3}+362.753^{3}=38.787^{3}+365.757^{3}}
- 262.537.412.640.768.743,9999999999992500… (Folge A060295 in OEIS)
  - {\displaystyle e^{\pi \cdot {\sqrt {163}}}\approx 640320^{3}+744} nennt sich Ramanujans Konstante, ist eine transzendente Zahl und liegt sehr nah an einer ganzen Zahl[10].
- 550.843.391.309.130.318
  - Die neunte Giuga-Zahl

### Über 1 Trillion
- 1.517.841.543.307.505.039
  - {\displaystyle 1^{19}+5^{19}+1^{19}+7^{19}+8^{19}+4^{19}+1^{19}+5^{19}+4^{19}+3^{19}+3^{19}+0^{19}+7^{19}+5^{19}+0^{19}+5^{19}+0^{19}+3^{19}+9^{19}}
- 2.305.843.008.139.952.128
  - Die achte vollkommene Zahl, 1750 von Leonhard Euler entdeckt.
- 2.305.843.009.213.693.951
  - Mersenne-Primzahl {\displaystyle M_{61}}
- 12.157.692.622.039.623.539
  - {\displaystyle 1^{1}+2^{2}+1^{3}+5^{4}+7^{5}+6^{6}+9^{7}+2^{8}+6^{9}+2^{10}+2^{11}+0^{12}+3^{13}+9^{14}+6^{15}+2^{16}+3^{17}+5^{18}+3^{19}+9^{20}}
- 18.446.744.073.709.551.615
  - Größter binärer Wert, den eine 64-Bit-Variable annehmen kann: {\displaystyle 18.446.744.073.709.551.615=2^{64}-1=[1111.1111.1111.1111.1111.1111.1111.1111.1111.1111.1111.1111.1111.1111.1111.1111]_{2}=[FFFF.FFFF.FFFF.FFFF]_{16}}
- 18.446.744.073.709.551.616
  - Anzahl binärer Werte, die eine 64-Bit-Variable annehmen kann: {\displaystyle 18.446.744.073.709.551.616=2^{64}}
- 63.105.425.988.599.693.916
  - {\displaystyle 6^{20}+3^{20}+1^{20}+0^{20}+5^{20}+4^{20}+2^{20}+5^{20}+9^{20}+8^{20}+8^{20}+5^{20}+9^{20}+9^{20}+6^{20}+9^{20}+3^{20}+9^{20}+1^{20}+6^{20}}
- 128.468.643.043.731.391.252
  - {\displaystyle 1^{21}+2^{21}+8^{21}+4^{21}+6^{21}+8^{21}+6^{21}+4^{21}+3^{21}+0^{21}+4^{21}+3^{21}+7^{21}+3^{21}+1^{21}+3^{21}+9^{21}+1^{21}+2^{21}+5^{21}+2^{21}}
- 357.686.312.646.216.567.629.137
  - Größte linkstrunkierbare Primzahl im Dezimalsystem: Nimmt man vorne (links) einen beliebigen Teil der Zahl weg, so bleibt stets eine Primzahl übrig.
- 244.197.000.982.499.715.087.866.346
  - Die zehnte bekannte Giuga-Zahl
- 618.970.019.642.690.137.449.562.111
  - Mersenne-Primzahl {\displaystyle M_{89}}
- 554.079.914.617.070.801.288.578.559.178
  - Die elfte bekannte Giuga-Zahl.
- 8.490.421.583.559.688.410.706.771.261.086
  - Die siebente primär pseudovollkommene Zahl.
- 162.259.276.829.213.363.391.578.010.288.127
  - Mersenne-Primzahl {\displaystyle M_{107}}
- 1.910.667.181.420.507.984.555.759.916.338.506
  - Die zwölfte bekannte Giuga-Zahl.
- 2.658.455.991.569.831.744.654.692.615.953.842.176
  - Die neunte vollkommene Zahl, 1883 von Pervusin entdeckt.
- 170.141.183.460.469.231.731.687.303.715.884.105.727
  - Mersenne-Primzahl {\displaystyle M_{127}}
- 191.561.942.608.236.107.294.793.378.084.303.638.130.997.321.548.169.216
  - Die zehnte vollkommene Zahl, 1911 von Ralph E. Powers entdeckt.
- 808.017.424.794.512.875.886.459.904.961.710.757.005.754.368.000.000.000
  - Die Ordnung der Monstergruppe (der größten sporadischen Gruppe).
- 13.164.036.458.569.648.337.239.753.460.458.722.910.223.472.318.386.943.117.783.728.128
  - Die elfte vollkommene Zahl, 1914 von Ralph E. Powers entdeckt.
- 6.086.555.670.238.378.989.670.371.734.243.169.622.657.830.773.351.885.970.528.324.860.512.791.691.264
  - Die zweite erhabene Zahl, von Kevin Brown entdeckt
- 14.474.011.154.664.524.427.946.373.126.085.988.481.573.677.491.474.835.889.066.354.349.131.199.152.128
  - Die zwölfte vollkommene Zahl, 1876 von Lucas entdeckt.

### Über 10100
- 2520 (2521 − 1)
  - Die 13. vollkommene Zahl, 1952 von Raphael M. Robinson entdeckt.
- 2606 (2607 − 1)
  - Die 14. vollkommene Zahl, 1952 von Raphael M. Robinson entdeckt.
- 21278 (21279 − 1)
  - Die 15. vollkommene Zahl, 1952 von Raphael M. Robinson entdeckt.
- 22202 (22203 − 1)
  - Die 16. vollkommene Zahl, 1952 von Raphael M. Robinson entdeckt.
- 22280 (22281 − 1)
  - Die 17. vollkommene Zahl, 1952 von Raphael M. Robinson entdeckt.
- 1,29 · 10865
  - Die untere Schranke für die maximale Anzahl von Einsen eines haltenden Busy Beaver mit sechs Zuständen
- 23216 (23217 − 1)
  - Die 18. vollkommene Zahl, 1957 von Riesel entdeckt.
- 3 · 101730
  - Die untere Schranke für die maximale Anzahl von Schritten eines haltenden Busy Beaver mit sechs Zuständen
- 24252 (24253 − 1)
  - Die 19. vollkommene Zahl, 1961 von Adolf Hurwitz und Selfridge entdeckt.
- 24422 (24423 − 1)
  - Die 20. vollkommene Zahl, 1961 von Adolf Hurwitz und Selfridge entdeckt.
- 29688 (29689 − 1)
  - Die 21. vollkommene Zahl, 1963 von Gillies entdeckt.
- 29940 (29941 − 1)
  - Die 22. vollkommene Zahl, 1963 von Gillies entdeckt.
- 211.212 (211.213 − 1)
  - Die 23. vollkommene Zahl, 1963 von Gillies entdeckt.
- 219.936 (219.937 − 1)
  - Die 24. vollkommene Zahl, 1971 von Tuckermann entdeckt.
- 221.700 (221.701 − 1)
  - Die 25. vollkommene Zahl, 1978 von Noll und Nickel entdeckt.
- 223.208 (223.209 − 1)
  - Die 26. vollkommene Zahl, 1979 von Noll entdeckt.
- 265.536 − 3
  - Funktionswert {\displaystyle a(4,2)} der Ackermannfunktion (Dezimalzahl mit 19.729 Ziffern)
- 244.496 (244.497 − 1)
  - Die 27. vollkommene Zahl, 1979 von Slowinski und Nelson entdeckt.
- 286.242 (286.243 − 1)
  - Die 28. vollkommene Zahl, 1982 von Slowinski entdeckt.
- 48.047.305.725 · 2172.403 − 1
  - Bis 2008 größte bekannte Sophie-Germain-Primzahl.
- 2110.502 (2110.503 − 1)
  - Die 29. vollkommene Zahl, 1988 von Colquitt und Welsh entdeckt.
- 2132.048 (2132.049 − 1)
  - Die 30. vollkommene Zahl, 1983 von Slowinski entdeckt.
- 2216.090 (2216.091 − 1)
  - Die 31. vollkommene Zahl, 1985 von Slowinski entdeckt.
- 481.899 · 2481.899 + 1
  - Bis 2008 größte bekannte Cullen-Primzahl {\displaystyle C_{481.899}}
- 2756.838 (2756.839 − 1)
  - Die 32. vollkommene Zahl, 1992 von Slowinski und Gage entdeckt.
- 2859.432 (2859.433 − 1)
  - Die 33. vollkommene Zahl, 1993 von Slowinski entdeckt.

### Über 10106
- 6.679.881 · 26.679.881 + 1
  - Die größte bekannte Cullen-Primzahl {\displaystyle C_{6.679.881}}
- 17.016.602 · 217.016.602 − 1
  - Die größte bekannte Woodall-Primzahl {\displaystyle W_{17016602}}, eine Zahl mit 5.122.515 Ziffern
- 225.964.951 − 1
  - Die 42. bekannte Mersenne-Primzahl, eine Zahl mit 7.816.230 Ziffern
- 230.402.457 − 1
  - Die 43. bekannte Mersenne-Primzahl, eine Zahl mit 9.152.052 Ziffern
- 232.582.657 − 1
  - Die 44. bekannte Mersenne-Primzahl, eine Zahl mit 9.808.358 Ziffern
- 237.156.667 − 1
  - Die 45. bekannte Mersenne-Primzahl, eine Zahl mit 11.185.272 Ziffern
- 242.643.801 − 1
  - Die 46. bekannte Mersenne-Primzahl, eine Zahl mit 12.837.064 Ziffern
- 243.112.609 − 1
  - Die 47. bekannte Mersenne-Primzahl, eine Zahl mit 12.978.189 Ziffern
- 70388830…50240001
  - Die (bis 1996) größte gefundene Carmichael-Zahl, die 1.101.518 verschiedene Primteiler besitzt. Gefunden wurde sie von Löh und Niebuhr, eine Zahl mit 16.142.049 Stellen
- 257.885.161 − 1
  - Die 48. bekannte Mersenne-Primzahl, eine Zahl mit 17.425.170 Ziffern
- 274.207.281 − 1
  - Die 49. bekannte Mersenne-Primzahl, eine Zahl mit 22.338.618 Ziffern
- 274.207.280 (274.207.281 − 1)
  - Die 50. bekannte Mersenne-Primzahl, eine Zahl mit 23.249.425 Ziffern
- 282.589.933 − 1
  - Die 51. bekannte Mersenne-Primzahl, eine Zahl mit 24.862.048 Ziffern
- 2136.279.841 − 1
  - Die 52. bekannte Mersenne-Primzahl und damit die größte bekannte Primzahl (Stand: 12. Oktober 2024), eine Zahl mit 41.024.320 Ziffern
- {\displaystyle \mathbf {9^{9^{9}}} \ =9^{387420489}\approx 4{,}281\ldots \cdot 10^{369693099}}
  - Größte mit drei Dezimalziffern beschreibbare Zahl[11] mit 369.693.100 Ziffern
- Goodstein-Folge für {\displaystyle n=4}
  - Sowohl das größte Folgenglied wie die Länge der Folge ist eine 121.210.695-stellige Zahl.
- 22.305.843.009.213.693.951 − 1
  - Diese doppelte Mersennezahl, die man auch als {\displaystyle 2^{2^{61}-1}-1} schreiben kann und etwa 694 Billiarden Ziffern hat, ist möglicherweise eine Primzahl. Dies zu widerlegen, ist erklärte Aufgabe des GIMPS-Projektes, das verteilte Rechenleistung über das Internet koordiniert.
- {\displaystyle \mathbf {2^{2^{18.233.954}}+1} \ \approx 10^{10^{5488966,572167}}}
  - {\displaystyle F_{18.233.954}} ist die bisher (Stand: 5. Oktober 2020) größte Fermat-Zahl, von der ein Primfaktor bekannt ist. Sie hat mehr als {\displaystyle 10^{5.488.966}} Stellen. Würde man diese Zahl auf ein quadratisches Blatt Papier schreiben wollen mit 16 Ziffern pro cm², so hätte das quadratische Blatt Papier eine Fläche von ca. 105.488.929 Quadratlichtjahren, also eine Seitenlänge von ca. 102.744.464 Lichtjahren.
- {\displaystyle \mathbf {e^{e^{e^{79}}}} \ \approx e^{e^{20382810665126687668323137537172632}}\approx 10^{10^{8{,}8521422\,\cdot \,10^{33}}}}
  - Skewes-Zahl, lange Zeit (1931–1971) die größte in einem mathematischen Beweis verwendete endliche Zahl.[12] Würde man diese Zahl auf ein quadratisches Blatt Papier schreiben, so hätte das quadratische Blatt Papier eine Fläche von ca. {\displaystyle 10^{8{,}852\cdot 10^{33}}} Quadratlichtjahren bzw. eine Seitenlänge von ca. {\displaystyle 10^{4{,}426\cdot 10^{33}}} Lichtjahren (die Hochzahl hat also 34 Stellen).

### Endlich, aber nicht mehr sinnvoll aufschreibbar
- Mega
  - In Steinhaus-Moser-Notation:
- Megiston
  - In Steinhaus-Moser-Notation:
- Mosers Zahl
  - Ebenfalls von Steinhaus und Moser benannt
- Grahams Zahl ({\displaystyle G_{64}})
  - Verdrängte Skewes' Zahl von Platz 1 der größten in einem mathematischen Beweis verwendeten endlichen Zahlen.
- Goodstein-Folge für {\displaystyle n=12}
  - Hier handelt es sich um eine Folge, die erst zu absurd großen Zahlen divergiert, um am Schluss wieder bei 0 zu enden.

### Unendliche Größen
- {\displaystyle \infty }
  - Unendlich, in bestimmten Rechensystemen der Kehrwert von 0, ist größer als alle Zahlen dieser Liste und ist selbst keine Zahl. Mit {\displaystyle \infty } lässt sich zwar in beschränktem Umfang rechnen, jedoch sind viele Ausdrücke, die {\displaystyle \infty } enthalten, entweder selbst {\displaystyle \infty } oder (nämlich die Ausdrücke {\displaystyle 0\cdot \infty } und {\displaystyle \infty /\infty }, soweit nicht die Regel von de L’Hospital angewendet werden kann) nicht definiert.
- {\displaystyle -\infty }
  - kleiner als alle (ganzen, rationalen, reellen) Zahlen, im Übrigen siehe oben
  - in einigen Geometrien, aber nicht auf der üblichen Zahlengerade, gilt {\displaystyle -\infty =\infty }
  - einziger negativer und einziger infiniter Wert, der als Grad eines Polynoms auftreten kann (nämlich des Nullpolynoms).
- {\displaystyle \aleph _{0}} (aleph {\displaystyle 0}), {\displaystyle \omega } (klein Omega)       (s. Aleph-Funktion)
  - {\displaystyle \aleph _{0}} ist die abzählbare Mächtigkeit der natürlichen, rationalen und algebraischen Zahlen und damit die kleinste transfinite Kardinalzahl. {\displaystyle \omega } ist die kleinste Ordinalzahl, die größer ist als jede natürliche Zahl, und damit die kleinste transfinite Ordinalzahl. Es gilt zwar {\displaystyle \omega =\aleph _{0}}, die Arithmetik der Ordinalzahlen ist jedoch eine andere als die der Kardinalzahlen.
  - {\displaystyle \omega } ist nach der {\displaystyle 0} die zweite Ordinalzahl zweiter Art (also Zahl ohne Vorgänger). Man bezeichnet alle diese Zahlen außer der {\displaystyle 0} als Limeszahlen, {\displaystyle \omega } ist mithin deren erste.
- {\displaystyle \epsilon _{0}}
  - Die kleinste Ordinalzahl, die nicht mit einer endlichen Anzahl von Rechenoperationen (Addition, Multiplikation, Potenzierung) von {\displaystyle \omega } aus erreichbar ist. Sie ist immer noch abzählbar, deshalb gilt {\displaystyle \omega <\varepsilon _{0}<\omega _{1}}.
- {\displaystyle \aleph _{1}}
  - Die nach {\displaystyle \aleph _{0}} nächstgrößere Mächtigkeit, also {\displaystyle \omega _{1}=\aleph _{1}}. Falls man die Kontinuumshypothese annimmt, stimmt sie mit der Mächtigkeit {\displaystyle {\mathfrak {c}}=2^{\aleph _{0}}} des Kontinuums (der Menge der reellen Zahlen) überein.
- {\displaystyle {\mathfrak {c}}:=2^{\aleph _{0}}=:\aleph =:\beth _{1}}       (s. Beth-Funktion)
  - Die überabzählbare Mächtigkeit des Kontinuums, der irrationalen, transzendenten, reellen und komplexen Zahlen und Quaternionen, die Mächtigkeit der Potenzmenge der natürlichen Zahlen.
- {\displaystyle {\mathfrak {f}}:=2^{\mathfrak {c}}=:\beth _{2}}
  - Die überüberabzählbare Mächtigkeit der reellen Funktionen.

### Komplexe Zahlen
In dieser Teilliste sind besondere komplexe Zahlen versammelt und nach ihrem Betrag geordnet.
- i
  - Die imaginäre Einheit. Eine komplexe Zahl, deren Quadrat den Wert {\displaystyle -1} hat und die damit Lösung der quadratischen Gleichung {\displaystyle x^{2}+1=0} ist. {\displaystyle \mathrm {i} } ist vierte Einheitswurzel. Bei der formellen Definition wird {\displaystyle {\mathrm {i} }=(0,1)\in \mathbb {R} ^{2}} gesetzt (statt des ebenfalls möglichen {\displaystyle (0,-1)}). Siehe auch imaginäre Zahlen.
- −i
  - Kehrwert der imaginären Einheit {\displaystyle \mathrm {i} }
  - {\displaystyle {\mathrm {i} }\cdot (-{\mathrm {i} })=1} oder {\displaystyle {\tfrac {1}{\mathrm {i} }}=-{\mathrm {i} }} (inverses Element der Multiplikation, hier aber auch der Addition: {\displaystyle {\mathrm {i} }+(-{\mathrm {i} })=0}). {\displaystyle -{\mathrm {i} }} ist wie {\displaystyle \mathrm {i} } vierte Einheitswurzel.
- {\displaystyle {\tfrac {1}{2}}\cdot (-1\pm {\mathrm {i} }\cdot {\sqrt {3}})}
  - Die primitiven dritten Einheitswurzeln; die dritte Potenz dieser beiden Zahlen ist {\displaystyle 1}.
- πi
  - Liefert als Argument der Exponentialfunktion den Wert {\displaystyle -1}, siehe Eulersche Identität.
- 2πi
  - Periode der komplexen Exponentialfunktion.
- 1/2 + i·14,134725141734693… (Folge A058303 in OEIS)
  - Nullstelle der Riemannschen Zetafunktion mit dem kleinsten, positiven imaginären Anteil.

## Zahlen mit besonderer Bedeutung

### Bis 0
- 0
  - Netzausscheidungsziffer in vielen Telefonnetzen (einfach in Ortsnetzkennzahlen(D)/Vorwahlen(A) und Mobilnetzkennzahlen, doppelt in Landeskennzahlen)
  - Ruf der Telefonzentrale in vielen Nebenstellenanlagen

### Bis 1
- 0,0078749969978123 (Folge A100264 in OEIS)
  - Chaitinsche Konstante Ω (ungefähre nicht berechenbare Wahrscheinlichkeit, mit der eine universelle Turingmaschine bei beliebiger Eingabe anhält)
- 0,5
  - Als Bruch ½ (ein Halbes) der einzige echte Bruch, der in den meisten Sprachen seit jeher eine spezielle Bezeichnung hat
- 1
  - Numerischer Wert des Alpha im Milesischen Zahlensystem
  - Römische Zahl I
  - Symbol für Einheit und Ursprung

### Bis 10
- 1,0594630943592952… (Folge A010774 in OEIS)
  - {\displaystyle {\sqrt[{12}]{2}}}, Frequenzverhältnis zwischen zwei benachbarten Halbtönen bei gleichstufiger Stimmung
- 1,2589254117941673… (Folge A011279 in OEIS)
  - {\displaystyle {\sqrt[{10}]{10}}}, Logarithmische Vergleichsgröße 1 Dezibel (dB)
- 1,4
  - Beliebter Näherungswert für {\displaystyle {\sqrt {2}}}, etwa in der Blendenreihe der Fotografie: 1,0; 1,4; 2,0; 2,8; 4,0; 5,6; 8; 11; 16; 22; …
- 1,4142135623730950… (Folge A002193 in OEIS)
  - {\displaystyle {\sqrt {2}}}, Seitenverhältnis vieler Papierformate, zum Beispiel DIN-A- und DIN-B-Formate mit dem Seitenverhältnis {\displaystyle 1:{\sqrt {2}}}
- 1,5
  - Mit der speziellen Bezeichnung „anderthalb“ traditionell sprachlich besonders hervorgehobene gebrochene Zahl. Auch andere Sprachen (z. B. das Russische – полтора́) kennen eine spezielle Bezeichnung dieser Zahl.
- 1,5396007178390020… (Folge A118273 in OEIS)
  - Liebs Eiswürfelkonstante {\displaystyle W=(4/3)^{3/2}} (Restentropie von Eis ist N k ln W in einem exakt lösbaren 2D-Modell in der statistischen Physik)
- 1,95583
  - Wechselkurs der Deutschen Mark für einen Euro
- 2
  - Symbol für Gegensätze.
  - In der chinesischen Philosophie Yin und Yang.
  - Numerischer Wert des Beta im Milesischen Zahlensystem
  - Code für (englisch) „to“ in Abkürzungen, etwa in B2C = Business-to-Consumer.
  - Anzahl der Punkte, die eine Gerade definieren.
- 3
  - Zahl der Wiederholungen zur Affirmation (Bekräftigung) in Mythologie und Spiritualität.
  - „Anzahl aller guten Dinge.“
  - So oft leugnete Petrus, bevor ein Hahn krähte (Passion).
  - Dreifaltigkeit: Vater, Sohn, Heiliger Geist.
  - Drei Theologische Tugenden: Glaube, Hoffnung, Liebe.
  - Heilige Drei Könige
  - Anzahl der klassischen Aggregatzustände.
  - Numerischer Wert des Gamma im Milesischen Zahlensystem
  - Anzahl der Punkte um eine Ebene zu definieren.
  - drei moderne Stufen des katholischen Weiheamtes (auch früher Hauptstufen): Bischof, Priester und Diakon
- 3,2
  - Die alte Blendenreihe in der Fotografie beruht auf Vielfachen von 3,2 (eigentlich von {\displaystyle {\sqrt {10}}}): 1,1, 1,6, 2,2, 3,2, 4,5, 6,3, 9, 12,5, 18, 25, 36, 50, 71, 100.
- 4
  - Anzahl der Elemente in der Antike.
  - Vier Himmelsrichtungen
  - Vier Jahreszeiten
  - Vier kanonische Evangelien und Evangelisten.
  - Vier Kardinaltugenden.
  - Angst vor dieser Zahl wird als Tetraphobie bezeichnet
  - Chinesische und japanische Unglückszahl (wird wie „Tod“ ausgesprochen).
  - In der westlichen Welt steht sie für Glück (Kleeblatt).
  - Numerischer Wert des Delta im Milesischen Zahlensystem
  - Mindestanzahl der Punkte um einen Körper zu definieren
  - Sprachkurzcode für (englisch) „for“, etwa in 4U = for you.
- 5
  - Anzahl der Elemente in Asien, teilweise auch in der griechischen Mystik (Quintessenz, Aither)
  - Basis-Zahl im Alten Ägypten im Sinne von {\displaystyle 5=4+1} (Pyramide) und in Vielfachen von 5, vermutlich symbolisch für den menschlichen Körper: fünf (vier plus eins) Gliedmaßen, Finger, Zehen.
  - Dem Pentagramm (fünfstrahligen Stern) wird magische Besonderheit zugeschrieben.
  - Numerischer Wert des Epsilon im Milesischen Zahlensystem
  - vorgeschriebene Anzahl an Beinen (eventuell mit Rollen) für Bürodrehstühle, um das versehentliche Kippen zu vermeiden, da rund um ein (regelmäßiges) Fünfeck der Aufstandsradius rundum nicht mehr so stark schwankt wie in einem Quadrat.
  - Römische Zahl V
  - Heilige Zahl bei den Manichäern
- 6
  - Anzahl der Quarks (up, down, charm, strange, top und bottom).
  - Das Hexaeder (Würfel) ist einer der platonischen Körper.
  - Der Davidstern, ein Beispiel eines Hexagramms, ist ein sechseckiger Stern.
  - Numerischer Wert des Digamma im Milesischen Zahlensystem
  - Die Symmetrie der Schneeflocke ist sechszählig. Wegen der besonderen Struktur der Wassermoleküle sind dabei nur Winkel von 60° bzw. 120° möglich.
- 7
  - Anzahl der Tage einer Woche.
  - Häufig auch in Märchen benutzt:
    - Der Wolf und die sieben jungen Geißlein
    - Schneewittchen und die sieben Zwerge
    - Däumling und die Sieben-Meilen-Stiefel
    - Die sieben Raben
    - Die sieben Schwaben
    - Siebenschön
    - Das tapfere Schneiderlein erlegte „sieben [Fliegen] auf einen Streich“

  - Numerischer Wert des Zeta im Milesischen Zahlensystem
  - Anzahl der Kristallsysteme des dreidimensionalen Gitters.
  - Im Christentum symbolisiert die 7 Vollständigkeit.
    - Anzahl der Tage des Schöpfungszyklus
    - Je sieben Paare von reinen Tieren sollte Noach mit in die Arche nehmen.
    - In der Offenbarung: sieben Gemeinden, Siegel, Posaunen, Engel, Plagen, Schalen, siebenköpfiges Tier.
    - Im Katholizismus 7 Sakramente, 7 Haupttugenden (drei göttliche und vier Kardinaltugenden), 7 Wurzelsünden, (selten) 7 himmlische Tugenden  (Gegentugenden zu den Wurzelsünden), 7 Gaben des Heiligen Geistes, je 7 geistige und leibliche Werke der Barmherzigkeit, 7 klassische Stufen des Weiheamtes (ohne die übergeordnete und außerordentliche Bischofsweihe): Ostiarier, Lektor, Exorzist, Akolyth, Subdiakon, Diakon und Priester (heute auf altrituelle Gruppen beschränkt)

  - Anzahl der mit bloßem Auge sichtbaren, von der Erde als Zentralpunkt aus beweglich erscheinenden Himmelskörper (Sonne, Mond, Merkur, Venus, Mars, Jupiter, Saturn)[13]
  - Millersche Zahl bezeichnet die von George A. Miller beschriebene These, dass ein Mensch gleichzeitig nur 7 ± 2 Informationseinheiten (Chunks) im Kurzzeitgedächtnis präsent halten kann
  - Wolke sieben beschreibt als geflügeltes Wort ein himmlisches Glücksgefühl in Sachen Liebe (im Englischen Cloud 9)
- 8
  - Glückszahl in China
  - Heilige Zahl in Indien
  - Numerischer Wert des Eta im Milesischen Zahlensystem
  - In unserem Sonnensystem umkreisen acht Planeten[14] die Sonne.
  - Sprachkurzcode für die deutsche Silbe „acht“, z. B. „Gute N8“
  - Sprachkurzcode für die englische Silbe „ight/ite/ate“, wie in „good n8“ oder „2 L8“
  - im Christentum Zahl des übernatürlichen Überflusses (im Vergleich mit der Vollkommenheit 7): Auferstehung am 8. Tag, 8 Seligpreisungen
- 9
  - Numerischer Wert des Theta im Milesischen Zahlensystem
  - heilige Zahl der Baha’i
  - besondere Zahl in der Nordischen Mythologie, z. B. die Anzahl der Nächte, die Odin verwundet am Weltenbaum hing und dabei die Runen ersann
  - Zahl des Selbst im Satanismus
  - Notrufkanal im CB-Funk auf 27,065 MHz AM
  - Anzahl der vermeintlichen Leben einer Katze
- 9,8066500 (Folge A072915 in OEIS)
  - (normierter) Wert der Erdbeschleunigung in m/s² – in der Praxis häufig gerundet zu 9,81 oder 9,8 oder 10
- 10
  - Basis unseres Zahlensystems (Dezimalsystem)
  - Die Zehn Gebote
  - Anzahl der Finger sowie der Zehen
  - Die 10 steht symbolisch für die irdische Vollkommenheit
  - Numerischer Wert des Iota im Milesischen Zahlensystem
  - Im Christentum und Judentum symbolisiert die 10 Vollständigkeit (aber der 7 unterlegen).
  - Römische Zahl X

### Bis 100
- 11
  - Kleinste Schnapszahl
  - Elfchen
  - Närrische Zahl im Rheinischen Karneval:
    - Beginn des Karnevals am 11.11. um 11 Uhr 11
    - Der Elferrat ist das Parlament des Narrenreiches in Karneval, Fastnacht und Fasching

  - Die „Fußball-Elf“: je Team sind elf Spieler auf dem Feld
  - Früher auch als „dreckiges Dutzend“ bezeichnet
  - Zahl (neben 12), die nicht dezimal, sondern noch immer nach einem historischen Zwölfersystem mit „Elf“ ausgesprochen wird; die dezimale Formulierung wäre „Einszehn“
- 12
  - Anzahl der Pentominos
  - Ein Dutzend
  - Die Basis frühgeschichtlicher Zahlsysteme
  - Ein Symbol der Vollkommenheit
  - In der Bibel …
    - die 12 Stämme Israels und oft in Bezugnahmen auf diese
    - die 12 Apostel Jesu

  - 12 ist die mittlere Anzahl der Stunden, die sich die Sonne am Tag zeigt, und die Anzahl der Monate des Jahres
  - In der Musik besteht eine Oktave aus 12 Halbtönen
  - Es gibt 12 Tierkreiszeichen
  - 12 Olympische Götter
  - 12 Aufgaben gab König Eurystheus dem Herakles („Dodekathlos“)
  - 12 bewohnte Inseln der Dodekanes
  - 12 Sterne auf der Europaflagge
  - 12 Geschworene (USA)
  - Zahl (neben 11), die nicht dezimal, sondern noch immer nach einem historischen Zwölfersystem mit „Zwölf“ ausgesprochen wird; die dezimale Formulierung wäre „Zweizehn“
  - Laut deutscher Rechtschreibung im 20. Jahrhundert letzte ausgeschriebene Zahl. Seit der Rechtschreibreform 1996 darf man auch kleinere Zahlen in Ziffern schreiben und größere Zahlen ausschreiben.
  - Das Dreckige Dutzend
- 13
  - Unglückszahl und/oder Glückszahl, siehe Triskaidekaphobie
  - Die Wilde Dreizehn
  - Im Deutschen und in allen germanischen Sprachen erste zusammengesetzte Zahl (z. B. im Englischen thirteen), die Zahlen 11 und 12 haben eigene Namen (z. B. im Englischen eleven und twelve).
  - Der ungebetene 13. Gast im Märchen
- 14
  - Anzahl der Stationen eines Kreuzwegs
  - Chinesische Unglückszahl (wird wie „Der sichere Tod“ (ohne Entkommen) ausgesprochen)
  - Kindergebet „14 Englein um mich stehen“ (ursprünglich aus Engelbert Humperdincks Oper Hänsel und Gretel)
  - Die Vierzehn Nothelfer
- 15
  - 15 Minuten stehen für eine ¼ Stunde
  - Zählende bei Volleyball im 5. und Beachvolleyball im 3. Satz (bei mindestens 2 Punkten Unterschied zum gegnerischen Team)
- 16
  - Mit sechzehn Jahren erreicht man in vielen Gesellschaften eine Vorstufe des Erwachsenendaseins, etwa das Schutzalter in der Schweiz oder die Fahrerlaubnis in den USA
- 17
  - Unglückszahl in Italien
  - Nach kabbalistischer Zahlenmystik entspricht die 17 dem Zahlenwert des hebräischen Wortes טוב („gut“)
- 18
  - Der 18. Geburtstag ist in den meisten Staaten der Tag der Volljährigkeit
  - Bei den Juden, bei denen Zahlen durch Buchstaben ausgedrückt werden, bedeutet der Zahlenwert 18 Leben
  - Die Israeliten hatten 18 Minuten Zeit, um aus Ägypten auszuziehen
  - Die Matzen zum Passach-Fest müssen in einer Frist von weniger als 18 Minuten gefertigt werden
  - Unter Neonazis Codezahl für „AH / Adolf Hitler“, nach dem ersten und achten Buchstaben des Alphabets
- 19
  - Der Eingang zur Hölle wird im Islam von 19 Engeln bewacht
- 20
  - Numerischer Wert der milesisch-griechischen Zahl Kappa
- 21
  - Punktzahl, die beim Glücksspiel Black Jack bzw. 17 und 4 angestrebt wird
  - Zählende bei Beachvolleyball im 1. und 2. Satz (bei mindestens 2 Punkten Unterschied zum gegnerischen Team)
  - Früher das Alter der Volljährigkeit
  - Summe der Augen eines Spielwürfels
  - „Die halbe Wahrheit“ als Anspielung auf die in Per Anhalter durch die Galaxis als Antwort auf die Frage nach „dem Leben, dem Universum und dem ganzen Rest“ bezeichnete 42
- 22
  - Anzahl der Buchstaben des hebräischen Alphabets
- 23
  - Spielt eine Rolle in diversen Verschwörungstheorien, u. a. als angebliche Zahl der Illuminaten
  - Kleinste Zahl von Personen mit zufälligen Geburtstagen, für die es wahrscheinlicher ist, dass zwei am selben Tag Geburtstag haben, als dass alle an verschiedenen Tagen Geburtstag haben (Geburtstagsproblem)
  - Der Mensch (homo sapiens) hat 23 Chromosomenpaare, wobei das 23. Chromosomenpaar auch das Geschlechterspezifizierende ist.
- 24
  - Anzahl der Stunden eines Tages
  - Anzahl der Bücher des Tanach
  - Anzahl der Buchstaben im griechischen Alphabet
- 25
  - Jubiläumszahl; häufig auch als „Silbernes Jubiläum“ bezeichnet, z. B. „Silberne Hochzeit“ am 25. Hochzeitstag
- 26
  - Anzahl der Buchstaben im lateinischen Alphabet
- 27
  - Anzahl der Bücher des Neuen Testaments
- 27,322:
  - Die Anzahl der Tage, die der Mond für einen Umlauf um die Erde benötigt (siderischer Monat)
- 28
  - 4 Wochen haben 28 Tage
  - Anzahl der Tage des Monats Februar im „normalen“ Kalenderjahr
  - Anzahl der Buchstaben des arabischen Alphabets
- 29
  - Anzahl der Tage des Monats Februar im Schaltjahr
- 29,530588…
  - Tage, Synodische Periode des Mondes (danach wiederholen sich die Mondphasen)
- 30
  - Mindestalter der Fahrbegleitperson
  - Anzahl der Tage in den Monaten April, Juni, September und November
  - Numerischer Wert der milesisch-griechischen Zahl Lambda
  - Anzahl der Tage eines Monats bei der Zinsrechnung (in Deutschland)
- 31
  - Anzahl der Tage in den Monaten Januar, März, Mai, Juli, August, Oktober und Dezember
- 32
  - Anzahl der Karten beim Skat („Skatblatt“) und beim Schafkopf (Version „langes Blatt“)
- 36
  - Anzahl Karten beim Jassen
- 37
  - Anzahl der Zahlen, auf die man beim französischen Roulette setzen kann
- 39
  - Anzahl der Bücher des Alten Testaments in den deutschen evangelischen Bibelausgaben
- 40
  - Steht als Symbol für Prüfung, Bewährung, Initiation, Tod
  - Ali Baba und die 40 Räuber
  - Mindestalter des Bundespräsidenten in Deutschland
  - In der Bibel …
    - dauerte die (eigentliche) Sintflut 40 Tage
    - war Isaak 40 Jahre, als er Rebekka zu Frau nahm
    - war Esau 40 Jahre, als er Judith zur Frau nahm
    - war Moses 40 Tage und 40 Nächte bei Gott, um das Gesetz zu empfangen
    - dauerte der israelitische Auszug aus Ägypten 40 Jahre
    - war Josua 40, als er von Mose ausgesandt wurde das Land „Kadesch-Barnea“ auszukundschaften
    - war Isch-Boschet 40, als er König über Israel wurde
    - regierte König David 40 Jahre über Israel, König Joasch regierte ebenfalls 40 Jahre
    - Elija fastete 40 Tage und Nächte und ging in dieser Zeit zum Horeb
    - fastete Jesus 40 Tage in der Wüste (daher auch die Dauer des freilich weit erleichterten Fastens der Kirche) und wurde danach vom Teufel versucht
    - dauerte die Zeit zwischen der Auferstehung und der Himmelfahrt Jesu 40 Tage (daher auch das Festdatum)

  - Die Pest-Quarantäne dauerte 40 Tage
  - Anzahl der Karten beim Doppelkopf (Version „ohne Luschen“) und bei einem ecuadorianischen Kartenspiel („Cuarenta“ = dt. „Vierzig“)
  - Numerischer Wert der milesisch-griechischen Zahl My
- 42
  - Im Roman Per Anhalter durch die Galaxis kommt die Zahl 42 als Antwort auf die Frage nach „dem Leben, dem Universum und dem ganzen Rest“ vor
- 43
  - Ordnungszahl des ersten chemischen Elements ohne stabile Isotope (Technetium)
  - Spanische Spirituose Licor 43 (Cuarenta Y Tres), nach der Anzahl der Zutaten
- 46
  - Typische Anzahl der menschlichen Chromosomen
  - Zahl der Bücher des (katholischen) Alten Testamentes
  - nach der Bibel (Joh 2,20 EU) die Dauer des Baus am herodianischen Tempel
  - Zahlenwert des Namens Adam (kommt als Deutung zu vorgenannter Bibelstelle vor)
- 48
  - Anzahl der Karten beim Doppelkopf (Version „mit Neunen“)
- 50
  - Jubiläumszahl; häufig auch als „Goldenes Jubiläum“ bezeichnet, z. B. „Goldene Hochzeit“ am 50. Hochzeitstag
  - das jüdische Wochenfest Schawuot wird 50 Tage, also sieben Wochen plus einen Tag nach dem Pessachfest gefeiert, darauf beruhend Pfingsten (griech.: Pentekoste) am fünfzigsten Tag nach Ostern (Ostern mitgezählt)
  - Numerischer Wert der milesisch-griechischen Zahl Ny
  - Römische Zahl L
- 52
  - Heilige Zahl der Maya, nach 52 Jahren beginnt der Kalender neu
  - Anzahl der Karten beim Bridge, beim Poker und beim Black Jack
- 52,1775
  - Durchschnittliche Anzahl der Wochen eines Jahres unter Berücksichtigung der Schaltjahre
- 53
  - Startnummer von Herbie im Film „Ein toller Käfer“ (VW)
  - Buchtitel „53 Eine Behauptung“ (2009) von Thomas Trenkler, spürt der Zahl 53 nach
- 55
  - Viel Erfolg, Funkersprache
- 60
  - Ein Schock, fünf Dutzend
  - Höchste mit einem Einzelwurf beim Dartspiel erzielbare Punktzahl
  - Anzahl Kohlenstoffatome im einfachsten Fulleren C60
  - Numerischer Wert der milesisch-griechischen Zahl Xi
  - Anzahl an Sekunden in einer Minute
  - Anzahl an Minuten in einer Stunde
- 62
  - Zahl der Monate in einer Yuga-Periode
- 64
  - Anzahl der Hexagramme im Yijing
  - Anzahl der Felder eines Schachbretts
  - Anzahl der unterschiedlichen Codone im Erbgut
- 66
  - Anzahl der Bücher der Bibel in den deutschen evangelischen Bibelausgaben
  - Im englischsprachigen Raum werden die einleitenden Anführungszeichen (“) aufgrund ihrer Form manchmal scherzhaft 66 genannt – analog dazu 99 für die schließenden Anführungszeichen (”)
  - für eine der ersten durchgehenden Straßenverbindungen in den USA die Route 66
- 69
  - Eine sexuelle Stellung, bei der beide Partner einander oral befriedigen
- 70
  - Numerischer Wert der milesisch-griechischen Zahl Omikron
  - oft vereinfachend für die Zahl der Völker nach der Bibel (eigentlich 72)
  - Der Sanhedrin bestand nach der Darstellung aus 70 Mitgliedern
- 72
  - Im Islam die Anzahl der Huri (Paradies-Jungfrauen), mit denen manche Gläubige nach ihrem Tod belohnt werden
  - Zahl der Völker der Erde nach der Bibel (Gen 10 EU)
  - in Anlehnung daran früher Obergrenze für die Anzahl der Kardinäle (obsolet)
- 73
  - Zahl der Bücher der katholischen Bibel
  - Viele Grüsse, Funkercode
- 75
  - Fax-Durchwahl, (in Österreich) häufig gewählte Telefondurchwahl zum Fax-Anschluss eines Büros
- 80
  - Anzahl der Elemente mit mindestens einem stabilen Isotop
  - Numerischer Wert der milesisch-griechischen Zahl Pi
- 81
  - Tetragramme im I-Ging = Anzahl der Verse von Laotses „Tao te king“
  - Kürzel für die Hells Angels, da H der achte Buchstabe und A der erste Buchstabe des Alphabets ist
- 82
  - Ordnungszahl von Blei, dem Element mit der höchsten Ordnungszahl, welches ein stabiles Isotop besitzt
- 88
  - Sprichwörtlich: „Egal wie ~“
  - Unter Neonazis Codezahl für „HH“ / Heil Hitler, da H der achte Buchstabe des Alphabets ist
  - Funkersprache: „Liebe und Küsse“
  - In China Kürzel für „Bye-Bye“ wegen der Aussprache der Zahlen
- 90
  - Rechter Winkel, gemessen in Grad
  - Numerischer Wert der milesisch-griechischen Zahl Qoppa
- 94
  - Anzahl der in der Natur vorkommenden chemischen Elemente
- 97
  - Oft gewählt als Beispiel für eine beliebige Zahl; viele Bibliotheken stempeln Seite 97
- 99
  - Letzte ganze Zahl vor der Hundert, wird im Sinne von „eins vor der Vollständigkeit“ gerne als literarisches Element verwendet zum Beispiel bei Nenas 99 Luftballons, dem Lied 99 Bottles of Beer und 99 Namen Allahs
  - Zahl der Monate in einer Oktaeteris-Periode
  - Verschwinde, Funkersprache
- 100
  - Rechter Winkel, gemessen in Gon
  - Numerischer Wert der milesisch-griechischen Zahl Rho
  - Römische Zahl C

### Bis 1000
- 101
  - Raum 101 kommt in mehreren Romanen und Filmen vor, so bspw. in dem Roman 1984 von George Orwell, Matrix, A Beautiful Mind, Kill Bill – Volume 2 etc.
  - Taipei 101 – Spitzname des Taipei Financial Center (chin. 台北101, Táiběi yīlíngyī), ein Wolkenkratzer in Taipeh (Taiwan).
  - Postleitzahl der „Altstadt“ in Reykjavík und Titel des Films 101 Reykjavík
  - Titel eines Konzertfilms von D. A. Pennebaker über Depeche Mode
  - Anzahl der Dalmatiner in dem Buch Hundertundein Dalmatiner bzw. dessen Disney-Verfilmung 101 Dalmatiner
  - In den USA die Bezeichnung für einen Grundkurs und daran anspielend oft Bezeichnung für grundlegendes Wissen in einer Disziplin.
- 108
  - Heilige Zahl im Hinduismus und Buddhismus
- 110
  - Notrufnummer der Polizei in Deutschland
  - Anzahl der Karten beim Rommé und beim Canasta
- 111
  - bisweilen als Durchwahl in Telefonnebenstellenanlagen zur Telefonvermittlung genützt, weil mit Wählscheibe schnell wählbar
- 112
  - Euro-(Telefon-)Notruf seit 1991, mit besonderen Funktionen am GSM-Mobiltelefon
  - Notrufnummer der Feuerwehr in Deutschland
- 114
  - Anzahl der Suren im Koran
  - Anzahl der Logien des Thomasevangeliums
- 115
  - Einheitliche Behördenrufnummer in Teilen Deutschlands
- 117
  - Notrufnummer in der Schweiz
- 118
  - Anzahl der zurzeit (2015) nachgewiesenen chemischen Elemente
- 122
  - Notrufnummer für Feuerwehr in Österreich (Telefon Festnetz und GSM-Mobilnetze)
- 128
  - {\displaystyle 2^{7}}, entspricht Anzahl der möglichen Werte einer 7-stelligen Binärzahl
  - Anzahl der Zeichen in einem 7-Bit-Code (ASCII)
- 133
  - Notrufnummer für Polizei in Österreich (Telefon Festnetz und GSM-Mobilnetze)
- 137,035 999 76(50)
  - Kehrwert der Feinstrukturkonstante
- 144
  - {\displaystyle 12^{2}}
  - 1 Gros (12 Dutzend)
  - 144 Ellen beträgt die Höhe der Mauer des Neuen Jerusalem in Offb. 21,17
  - Notrufnummer für Rettung in Österreich und der Schweiz (Telefon Festnetz und GSM-Mobilnetze)
  - Einzige Quadratzahl der Fibonacci-Folge (ausgenommen der Eins)
- 147
  - Maximum Break, jedoch nicht höchstmögliches Break beim Snooker
- 150
  - Anzahl der Psalmen
- 153
  - Christliche Zahlensymbolik: nach dem Johannesevangelium (Joh 21,11 EU) Zahl der von Petrus gefangenen Fische als Symbol für die gesamte Menschheit
  - Nach der Numerologie des Pythagoras ist die Summe aller Arten in der Natur 153
- 156
  - Produkt aus einem Dutzend (12) und einem „Dutzend des Teufels“ (13)
- 161
  - Kürzel für "antifaschistische Aktion" da A der erste und F der sechste Buchstabe des Alphabets ist
- 168
  - Anzahl der Stunden einer Kalenderwoche
- 170
  - Höchstmögliches Finish beim Darts im „Double-Out“-Modus
- 175
  - Bis in die frühen 1980er Jahre ein Chiffrewort für Homosexuelle in Anspielung auf den seinerzeit noch im deutschen Strafgesetzbuch – StGB – enthaltenen § 175, der Homosexualität teilweise unter Strafe stellte.
- 180
  - Höchstmögliche Punktzahl beim Dart mit einer Aufnahme, dreimal die dreifach 20
- 187
  - Steht für Mord oder Morddrohung; stammt von der US-amerikanischen Polizei, die unter dem Kürzel '187' Mordfälle codiert
- 200
  - Numerischer Wert der milesisch-griechischen Zahl Sigma
- 235
  - Zahl der Monate im Metonschen Kalender-Zyklus
- 256
  - {\displaystyle 2^{8}}, entspricht Anzahl der möglichen Werte einer 8-stelligen Binärzahl (vgl. Byte)
- 260
  - Zahl der Tage in einem Tonalamatl
- 261
  - Startnummer von Kathrine Switzer beim 71. Boston-Marathon 1967, zu dem sie sich unter Verwendung ihrer Initialen angemeldet hatte, als Frauen über diese Distanz noch nicht zugelassen waren. Sie beendete das Rennen als erste Frau in 4 Stunden und 20 Minuten.
- 300
  - Numerischer Wert der milesisch-griechischen Zahl Tau
- 354
  - Zahl der Tage in einem Mondjahr ({\displaystyle 6\times 29+6\times 30})
- 360
  - Anzahl der Tage eines Jahres bei der Zinsrechnung (in Deutschland)
  - Zahlenwert des Vollwinkels in Grad
  - Anzahl der Monate im islamischen Kalender-Zyklus
- 365
  - Anzahl der Tage im Kalenderjahr
- 365,24219… (Folge A155540 in OEIS)
  - Dauer des tropischen Jahres (das die Jahreszeiten bestimmt) in Tagen
- 366
  - Anzahl der Tage im Schaltjahr
- 400
  - Zahlenwert des Vollwinkels in Gon
  - Nach 400 Jahren wiederholt sich der bürgerliche gregorianische Kalender (also ohne Osterdatum, aber das gleiche Kalenderdatum fällt danach stets wieder auf den gleichen Wochentag)
  - Numerischer Wert der milesisch-griechischen Zahl Ypsilon
- 420
  - 420, 4:20 oder 4/20 (Aussprache four-twenty) ist ein Codewort für den regelmäßigen Konsum von Cannabis und wird häufig für die Identifizierung mit der Cannabis-Kultur verwendet
- 451
  - Angebliche Selbstentzündungstemperatur von Papier in Grad Fahrenheit, im Roman Fahrenheit 451 von Ray Bradbury
- 500
  - Größter Wert einer Euro-Banknote
  - Numerischer Wert der milesisch-griechischen Zahl Phi
  - Römische Zahl D
- 532
  - Nach 532 Jahren wiederholt sich der julianische Kalender
- 555
  - Siehe 555 (Telefonnummer)
- 600
  - Numerischer Wert der milesisch-griechischen Zahl Chi
- 613
  - Gebote in der Tora
- 616
  - In einigen alten Bibelhandschriften statt der 666 in Offb. 13,18
- 666
  - Biblisch die „Zahl des Tieres“ bzw. Antichristen (Offb. 13,18)
  - Zahl der Satanisten und des Teufels
- 700
  - Numerischer Wert der milesisch-griechischen Zahl Psi
- 777
  - Mystisch/biblisch die „göttliche Zahl“; mit der Bedeutung der absoluten Perfektion
- 800
  - Numerischer Wert der milesisch-griechischen Zahl Omega
- 888
  - „Christus-Zahl“, Zahlenwert des Namens Jesus (vgl. auch Bedeutung der Zahl 8)
- 911
  - Notrufnummer in Nordamerika
  - 911 steht auch für den Terrorakt des 11. September 2001 (9/11)
- 940
  - Zahl der Monate in einem kallippischen Zyklus
- 969
  - Alter des Methusalem, des ältesten in der Bibel erwähnten Menschen 1. Buch Mose (Genesis, 5,21–27)
- 1000
  - In der Bibel im Kapitel 20 der Offenbarung Tausendjähriges Reich Christi; auch in nationalsozialistischer Rhetorik
  - Römische Zahl M

### Bis 10.000
- 1.001
  - Arabische magische Zahl (zum Beispiel „Märchen aus Tausendundeiner Nacht“)
- 1.024
  - Basis für die IEC-Binärpräfixe. 1 KiB = {\displaystyle 2^{10}} Byte = {\displaystyle 1024^{1}} Byte
- 1.080
  - Anzahl der Chalakim, der Zeiteinheiten einer Stunde im jüdischen Kalender (ca. 3,33 s)
- 1.154
  - Anzahl der vollständigen Parkettierungen eines regelmäßigen Dekagons mit den Penrose-Rauten (36°; 144° und 72°; 108°) und der Mukundi-Krone (konkaves Fünfeck (36°; 108°; 252°; 108°; 36°)), wobei zwei Parkettierungen genau dann als verschieden betrachtet werden, wenn sie per Drehung nicht ineinander überführbar sind
- 1.189
  - Anzahl der Kapitel der Bibel
- 1.337
  - Häufig gebrauchte Abkürzung für Leetspeak
  - Scherzhaft in der „modernen Zahlenmystik“ auch {\displaystyle (\pi \times 1337)/100=} 42
  - „1337“ (leet) kommt aus dem Leetspeak und bedeutet „elite“. Sie symbolisiert in der Gaming- und Hacker-Szene besondere Fähigkeiten und ist ein bekanntes Zeichen der frühen Internetkultur.
- 1.440
  - Anzahl der Minuten eines Tages
  - Anzahl Kilobyte einer normalformatierten 3,5″-Diskette
- 2.701
  - Wichtige Zahl im Cryptonomicon
- 6.585,32
  - Länge eines Saroszyklus in Tagen – siehe Finsterniszyklen
- 6.666
  - Angebliche Anzahl der Āyāt im Koran[15]
- 7.200
  - Zahl der Tage in einer Katun-Periode im Maya-Kalender
- 8.766
  - Anzahl der Stunden eines Jahres nach dem Julianischen Kalender
- 10.000
  - Eine Myriade
  - Zehntausend Jahre/Banzai

### Bis 1 Million
- 10.631
  - Zahl der Tage in einer islamischen Periode
- 12.000
  - biblisch: Länge, Breite und Höhe des Neuen Jerusalem in Offb. 21,16 betragen 12.000 Stadien
- 18.980
  - Ist {\displaystyle 52\times 365} – soviel Tage beträgt die Kalender-Periode der Mayas
- 27.759
  - Zahl der Tage im kallippischen Zyklus
- 31.169
  - Anzahl der Verse der Bibel
- 44.760
  - Anzahl der Krieger von Ruben (1 Chr 5,18)
- 86.400
  - Anzahl der Sekunden an einem Tag
- 144.000
  - Mystisch/biblische Zahl der Geretteten am Tag des jüngsten Gerichts; abgeleitet von „{\displaystyle 12\times 12\times 1000} Menschen“ bzw. je 12.000 Söhne aus den 12 Stämmen Israels (Offb 7,4)
- 146.097
  - Zahl der Tage im 400-jährigen gregorianischen Kalender-Zyklus
- 304.805
  - Anzahl der Buchstaben in der Tora
- 525.600
  - Anzahl von Minuten in einem Jahr (bei 365 Tagen/Jahr)
- 604.800
  - Anzahl der Sekunden in einer Woche

### Bis 1 Milliarde
- 1.048.576
  - 1 MiB = {\displaystyle 2^{20}} Byte = {\displaystyle 1024^{2}} Byte
- 3.674.160
  - Anzahl der Positionen eines Rubik-Würfels der Größe {\displaystyle 2\times 2\times 2} (Pocket Cube), die durch manuelles Verdrehen erreicht werden können
- 3.447.360
  - Zahl der Jahre im jüdischen Kalender-Zyklus
- 5.700.000
  - Zahl der Jahre im gregorianischen Oster-Zyklus (danach ist stets wieder zum selben Datum Ostern)
- 8.145.060
  - Anzahl der Möglichkeiten beim Schweizer und Österreichischem Zahlenlotto „6 aus 45“; die Wahrscheinlichkeit für einen „Sechser“ beträgt 1 zu 8.145.060
- 9.753.086.421
  - Einzige Kaprekar-Konstante, die alle 10 Ziffern (0-9) ohne Wiederholung enthält
- 10.518.300
  - Anzahl der möglichen Kombinationen für die Kartenhand eines Spielers beim Schafkopf
- 13.983.816
  - Anzahl der möglichen Kombinationen im deutschen Lotto „6 aus 49“
- 16.777.216
  - {\displaystyle 2^{24}}; Verwendung in der EDV, z. B. die Anzahl der möglichen Farbabstufungen bei 24 Bit Farbtiefe
- 76.275.360
  - Anzahl der Möglichkeiten beim Euro-Millions Lotto: 5 aus 50 Zahlen und 2 aus 9 Sternen

### Über 1 Milliarde
- 1.073.741.824
  - 1 GiB = {\displaystyle 2^{30}} Byte = {\displaystyle 1024^{3}} Byte
- 3.101.788.170
  - Anzahl der DNS-Basenpaare, die die menschliche Erbinformation codieren (≙ 740 MiB), ca.-Wert
- 3.735.928.559
  - Der Zahlenwert ergibt im Hexadezimalsystem die Zeichenfolge DEADBEEF.
- 4.294.967.296
  - Anzahl der möglichen IP-Adressen nach dem IPv4-Protokoll: {\displaystyle (2^{8})^{4}=2^{32}}
- 1.099.511.627.776
  - 1 TiB = {\displaystyle 2^{40}} Byte = {\displaystyle 1024^{4}} Byte
- 26.354.728.821.064
  - Anzahl aller Möglichkeiten mit dem Springer auf dem Schachbrett von einem beliebigen Ausgangsfeld alle Felder auf dem Schachbrett einmal zu besuchen, um mit dem 64. Zug wieder auf dem Ursprungsfeld zu landen. --Manfred Regall 13:35, 29. Mai 2025 (CEST)
- 2.753.294.408.504.640
  - Anzahl aller möglichen Kartenverteilungen beim Skatspiel
- 99.561.092.450.391.000
  - Anzahl möglicher Kartenverteilungen beim Schafkopf
- 710.609.175.188.282.000 zu 1
  - Die Wahrscheinlichkeit, dass Michail Gorbatschow der Antichrist ist. Errechnet von Robert W. Faid und mit dem Ig-Nobelpreis von 1993 ausgezeichnet
- 18.446.744.073.709.551.615
  - ({\displaystyle {2^{64}}-1})
  - Anzahl der Weizenkörner, die Sissa ibn Dahir nach der Weizenkornlegende vom indischen Herrscher Shihram für die Erfindung des Schachspiels erhalten sollte
- 43.252.003.274.489.856.000
  - Anzahl der Positionen eines Rubik-Würfels der Größe {\displaystyle 3\times 3\times 3}, die durch manuelles Verdrehen erreicht werden können
- 2.248.575.441.654.260.591.964
  - Anzahl aller möglichen Kartenverteilungen beim Doppelkopf mit Neunen.[16]
- 6.670.903.752.021.072.936.960
  - Anzahl möglicher Sudoku-Rätsel ({\displaystyle 9\times 9})
- 11.111.111.111.111.111.111.117
  - Einzige Primzahl mit 23 Dezimal-Ziffern, deren (dezimale) Quersumme (29), (dezimales) Querprodukt (7) und Ziffer-Anzahl (23) prim sind
- 6,022 140 76 · 1023
  - Avogadro-Zahl, Anzahl der Teilchen (Atome bzw. Moleküle), die in der Stoffmenge von 1 Mol enthalten sind: {\displaystyle N=N_{A}\cdot n=N_{A}\cdot 1mol}.
- 60.176.864.903.260.346.841.600.000
  - Anzahl der möglichen Ausgangsstellungen („Schlüsselraum“) der Enigma-M4, der kryptographisch stärksten im Zweiten Weltkrieg verwendeten Enigma-Chiffriermaschine
- 340.282.366.920.938.463.463.374.607.431.768.211.456
  - Anzahl der möglichen IP-Adressen nach dem IPv6-Protokoll: {\displaystyle (2^{16})^{8}=2^{128}}
- 7.401.196.841.564.901.869.874.093.974.498.574.336.000.000.000
  - ({\displaystyle \approx 7{,}401\cdot 10^{45}})
  - Anzahl der Positionen eines Rubik-Würfels der Größe {\displaystyle 4\times 4\times 4} (Master Cube), die durch manuelles Verdrehen erreicht werden können
- 81.171.437.193.104.932.746.936.103.027.318.645.818.654.720.000
  - ({\displaystyle \approx 8{,}11714\cdot 10^{46}})
  - Anzahl möglicher Sudoku-Rätsel ({\displaystyle 12\times 12})
- 282.870.942.277.741.856.536.180.333.107.150.328.293.127.731.985.672.134.721.536.000.000.000.000.000
  - ({\displaystyle \approx 2{,}82871\cdot 10^{74}})
  - Anzahl der Positionen eines Rubik-Würfels der Größe {\displaystyle 5\times 5\times 5} (Professor’s Cube), die durch manuelles Verdrehen erreicht werden können
- 10100
  - Ein Googol
- 19.500.551.183.731.307.835.329.126.754.019.748.794.904.992.692.043.434.567.152.132.912.323.232.706.135.469.180.065.278.712.755.853.360.682.328.551.719.137.311.299.993.600.000.000.000.000.000.000.000.000.000.000.000
  - ({\displaystyle \approx 1{,}95006\cdot 10^{160}})
  - Anzahl der Positionen eines Rubik-Würfels der Größe {\displaystyle 7\times 7\times 7} (V-Cube 7), die durch manuelles Verdrehen erreicht werden können
- 106000 − 1
  - (eine Zahl aus 6000 Neunen): die höchste Zahl, die sich mit einem klassischen Zahlennamen benennen lässt (nach der langen Skala). Die nächste Zahl ({\displaystyle 10^{6000}}, eine 1 mit 6000 Nullen) müsste (wieder) „Millinillion“ heißen. Der korrekte klassische Name der {\displaystyle 10^{6000}-1} wäre allerdings viele Seiten lang.
- 10Googol = {\displaystyle 10^{(10^{100})}}
  - Ein Googolplex
- 10Googolplex
  - Ein Googolplexplex, auch Googolplexian genannt
- 10Googolplexplex
  - {\displaystyle 10^{10^{10^{(10^{100})}}}} Googolplexplexplex
- 10Googolplexplexplex
  - {\displaystyle 10^{10^{10^{10^{(10^{100})}}}}} Googolplexplexplexplex